# Museu del Ferrocarril de Catalunya
El Museu del Ferrocarril de Catalunya és un equipament patrimonial dedicat a promoure i divulgar el coneixement sobre el ferrocarril; està ubicat a la localitat de Vilanova i la Geltrú (Barcelona), just al costat de l'estació de tren. Inaugurat el 3 d'agost del 1990, està gestionat per la Fundación de los Ferrocarriles Españoles (FFE) i forma part del Sistema del Museu de la Ciència i de la Tècnica de Catalunya i de la Xarxa de Museus d'Espanya. Es tracta d'un centre de referència des d'on es pretén traslladar als visitants la història i els avantatges d'aquest mitjà de transport, la preservació del patrimoni ferroviari català, a més del gaudi lúdic dels visitants. La institució compta amb el suport de l’Associació de Socis i Col·laboradors del Museu (SIC).
El conjunt el conformaven inicialment la rotonda i l'antic edifici de l'economat de Renfe, al que posteriorment s'hi afegirien la gran nau i la nau del pont-grua dels antics tallers del ferrocarril a Vilanova. El 2018 es va complementar el conjunt amb la nau panoràmica.
En els seus 32 anys d'activitat, s'ha aconseguit impulsar i consolidar un espai patrimonial destacable, on es custodien valuosos béns materials i immaterials i es divulga el paper destacat que ha suposat aquest transport al món contemporani.

## Història

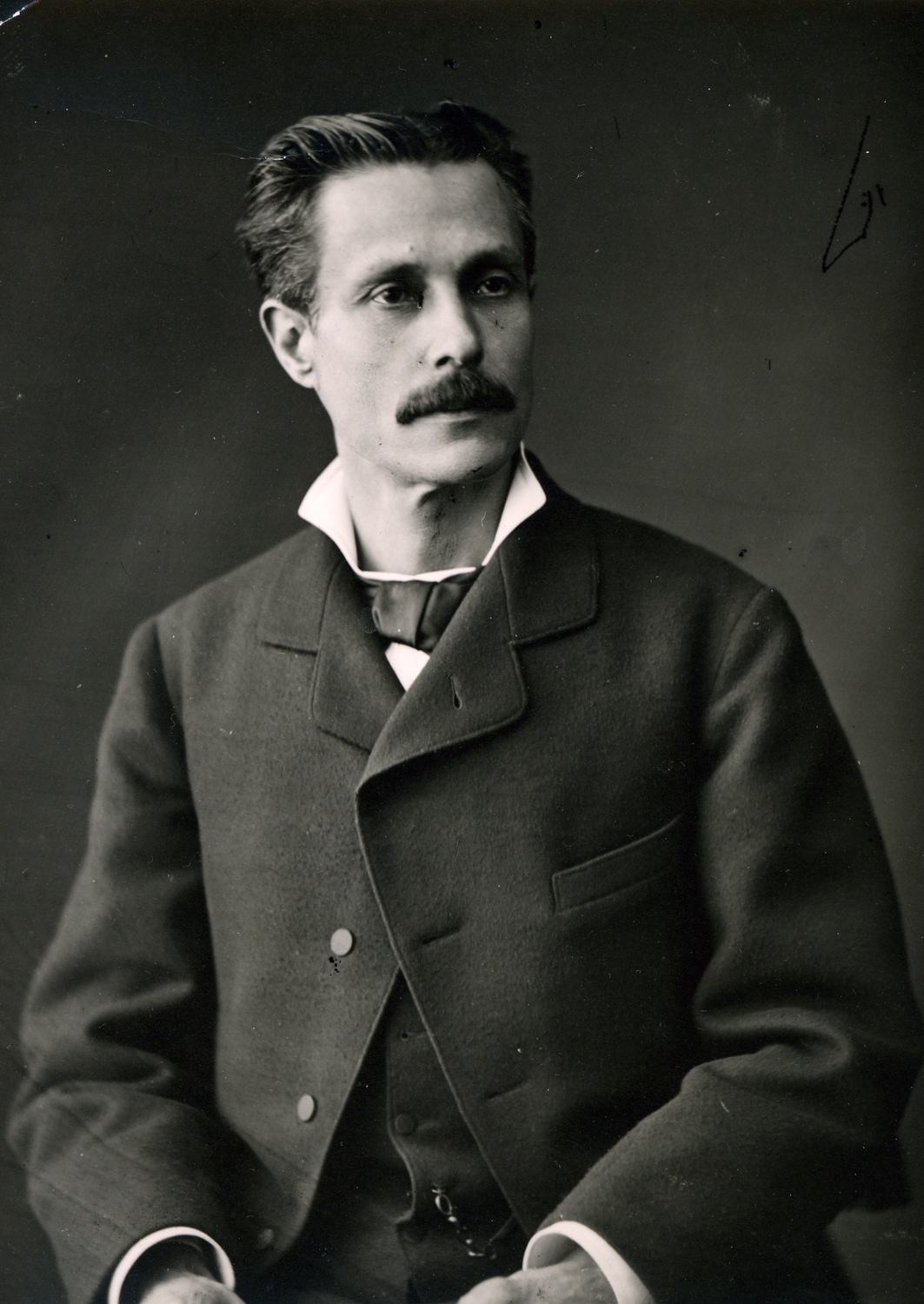
Francesc Gumà i Ferran, promotor de la línia de Barcelona a Vilanova.

El museu està ubicat en un antic dipòsit de locomotores de vapor, l'edificació més antiga del qual es remunta al 1881, any en què va ser inaugurada la connexió ferroviària de Vilanova i la Geltrú amb la ciutat de Barcelona. El centre productiu va funcionar com a base i taller de reparació de locomotores fins al 1967, quan va ser clausurat. L'espai va ser abandonat i s'hi dipositaven les velles locomotores de vapor a mesura que s'anaven retirant del servei actiu. Cronològicament, aquesta ha estat la seva evolució:
- Any 1972, les instal·lacions del dipòsit, es recuperen per a la celebració del XIX Congrés de la Unió Europea de Modelistes Ferroviaris i Amics del Ferrocarril (MOROP), en què es va realitzar una àmplia exposició de locomotores de vapor, ja que el recinte disposava de la fabulosa rotonda amb 12 vies cobertes, el pont giratori i una sèrie de dipòsits d’aigua. Acabat el congrés, els vehicles que s'havien restaurat per a l'esdeveniment van quedar novament abandonats.

- ·Any 1981, coincidint amb el centenari d'inauguració de la línia, a partir d'unes converses entre Renfe i la Generalitat de Catalunya, es va promoure el conveni de col·laboració per crear un Museu del Ferrocarril, al qual poc temps després s'hi incorporaria l'ajuntament de Vilanova i la Geltrú. En virtut del dit acord, la Generalitat de Catalunya rehabilitava l'edifici de la rotonda; el seu primer director, Eusebi Casanelles, va promoure la rehabilitació de l'edifici modernista de la rotonda; mentre que Renfe s'encarregava de restaurar els vehicles i adequar els espais.

- Any 1990, es va inaugurar el Museu, finalment, el 5 d'agost amb la denominació de Museo del Ferrocarril de Villanueva y Geltrú; sense un pla d'actuació museològic, però amb la dedicació i els coneixements d'experts ferroviaris com Ricardo Campo, Juan Carlos Ponce, Mariano Palacin o Manel Ramos, encarregats del manteniment de les instal·lacions i l'exposició dels vehicles.

- Any 1991, com a reconeixement al valor dels seus béns, es va integrar al Museu al sistema Territorial del Museu Nacional de la Ciència i de la Tècnica de Catalunya (mNACTEC).

- Any 1993, Renfe, titular de les instal·lacions i dels vehicles, va encarregar la gestió del museu a la Fundación de los Ferrocarriles Españoles, moment a partir del qual es va obrir regularment al públic. El muntatge audiovisual Puja al tren de la història va aconseguir el premi internacional Laus a l'excel·lència a la comunicació visual.

- De l'any 1993 al 1998, es nomena un equip de direcció format inicialment per Nuria Iceta i posteriorment per Montserrat Illa, la primera directora. Totes dues serien les encarregades d'establir les bases de funcionament del Museu.

- Any 1998, per a la celebració del 150è aniversari de la primera línia Barcelona-Mataró, a l'octubre, la ''Fundación de los Ferrocarriles Españoles'' es va plantejar com una oportunitat aquest acte per donar impuls al Museu, per la qual cosa va designar una nova direcció procedent de la Gestió i Comunicació Ferroviàries, funció que va assumir la que va ser la seva directora, Pilar García Fuertes. A partir d'aquell any es van incorporar a la col·lecció original del Museu 22 vehicles històrics.

- Any 1999, el Museu es va inscriure al Registre de Museus de Catalunya.[4] Amb la finalització de la citada commemoració es va renovar la presentació del Museu, al qual es va incorporar la Gran Nau, construïda als orígens del ferrocarril de Vilanova (1881), i es creaven la Biblioteca-Hemeroteca i l'Arxiu, gràcies a l'impuls i a la dedicació de reconeguts documentalistes com Alfonso Marco i Rafael Salvador; cosa que va significar l'origen del primer Centre de documentació públic dedicat al ferrocarril a Catalunya. Es va generar una àrea infantil, en la qual el personatge Víctor, dissenyat per la historiadora i cap de comunicació Ana Grande, és el protagonista d’una col·lecció de contes i fil conductor de les activitats infantils.

- Any 2000, es van crear els premis anuals Camins de Ferro a Vilanova atorgats per reconèixer la col·laboració i labor altruista de persones i organitzacions respecte al Museu. Així mateix, la que va ser l'antiga nau taller de subministraments, es va recuperar com a sala d'exposicions temporals, a la qual es va anomenar Espai Segle XXI. Les obres de rehabilitació foren possibles per la col·laboració del GIF (Gestor de Infraestructuras Ferroviarias) que sería el germen de ADIF.

- Any 2003, la Reial Acadèmia d'Enginyeria va organitzar, a l'estació de França de Barcelona, l'exposició L'Obra Pública a Catalunya, per a la qual es va traslladar el Tren del Centenari i diversos vehicles del fons del Museu.

- Any 2004, es va rehabilitar l'antic edifici, d'arquitectura octogonal, que efectuava el tractament de l'aigua que emmagatzemaven els dos dipòsits que el flanquegen gràcies a una subvenció del Servei de Museus de la Generalitat de Catalunya. L'empresa COMSA va fer la restauració, desinteressadament, del material d'infraestructura de via que forma part del fons del Museu. Es va participar en les celebracions dels centenaris d'arribada del ferrocarril a Granollers i de Barcelona a Madrid directe. Es va digitalitzar tot el fons fotogràfic, 20.000 imatges, mitjançant un conveni signat amb la Universitat Autònoma de Barcelona.

- Any 2006, al rehabilitat edifici annex als dipòsits d'aigua, es va crear un nou espai expositiu anomenat Espai Gumà, coincidint amb el 125è aniversari de l'arribada del tren a Vilanova, en què s'explica el destacat paper del ferrocarril a la capital del Garraf. Amb la incorporació de Jordi Sáez com a Cap d'administració i Manteniment, es va crear el col·lectiu de voluntaris del Museu, del qual va ser coordinador. Commemoració del 150è aniversari del ferrocarril Tarragona-Reus per al qual es va fer servir material històric del Museu en diferents viatges.

- Any 2008, el mNACTEC fa una aportació de 30.000€ per a l'execució d'un avantprojecte arquitectònic d'actuació al conjunt de les edificacions històriques per aconseguir convertir l'espai en un Museu del segle XXI. Es commemora el 125è aniversari de l'arribada del ferrocarril a Valls, actes en què va participar el Tren del Centenari i divers material històric.

- Any 2009, Carles Campuzano, com a diputat de Convergència i Unió, a través d'esmenes als Pressupostos Generals de l'Estat aconsegueix dues aportacions de 450.000 € cadascuna que permetran la realització dels projectes arquitectònics de les diferents instal·lacions i la primera fase de les obres de la Nau del Pont-Grua.

- Any 2010, es va signar el conveni entre l'Ajuntament de Vilanova i la Geltrú, la Fundació dels Ferrocarrils Espanyols, Ferrocarrils de la Generalitat de Catalunya i el Museu de la Ciència i de la Tècnica de Catalunya per definir programes conjunts d'inversions, activitats i cerca de patrocinis. En col·laboració amb la Universitat Politècnica de Catalunya es va posar en marxa a les instal·lacions del Campus de Vilanova el Màster en Sistemes Ferroviaris i de Tracció Elèctrica.[5]

- Any 2013, es va signar el conveni entre la Fundació dels Ferrocarrils Espanyols i l'Ajuntament de Vilanova per a la utilització compartida de la Nau Pont-Grua fins al 2019 d'actes públics de la Coordinadora d'Associacions de Joves de la ciutat. Es va plantejar la reparació i la posada en marxa d'un important actiu, la locomotora de vapor "Mataró", per la qual cosa va caldre recórrer a un micro-mecenatge, amb gran acceptació tant d'entitats i institucions, com d'empreses ferroviàries i ciutadania; fet que va donar gran visibilitat i gran repercussió pública al Museu, pel qual va obtenir el Premi Bonaplata que concedeix l'Associació del Museu de la Ciència i l'Arqueologia Industrial de Catalunya.

- Any 2014, Renfe i l'ajuntament de Tarragona acorden la creació del tren historicoturístic "Tarraco Talgo" amb l'única composició de Talgo III RD (Rodament Desplaçable) cedida el 2011 per l'empresa Talgo a Renfe i la Fundació dels Ferrocarrils Espanyols, per a la rehabilitació i el manteniment. Circularia tots els dissabtes de maig a octubre entre Barcelona i Tarragona.

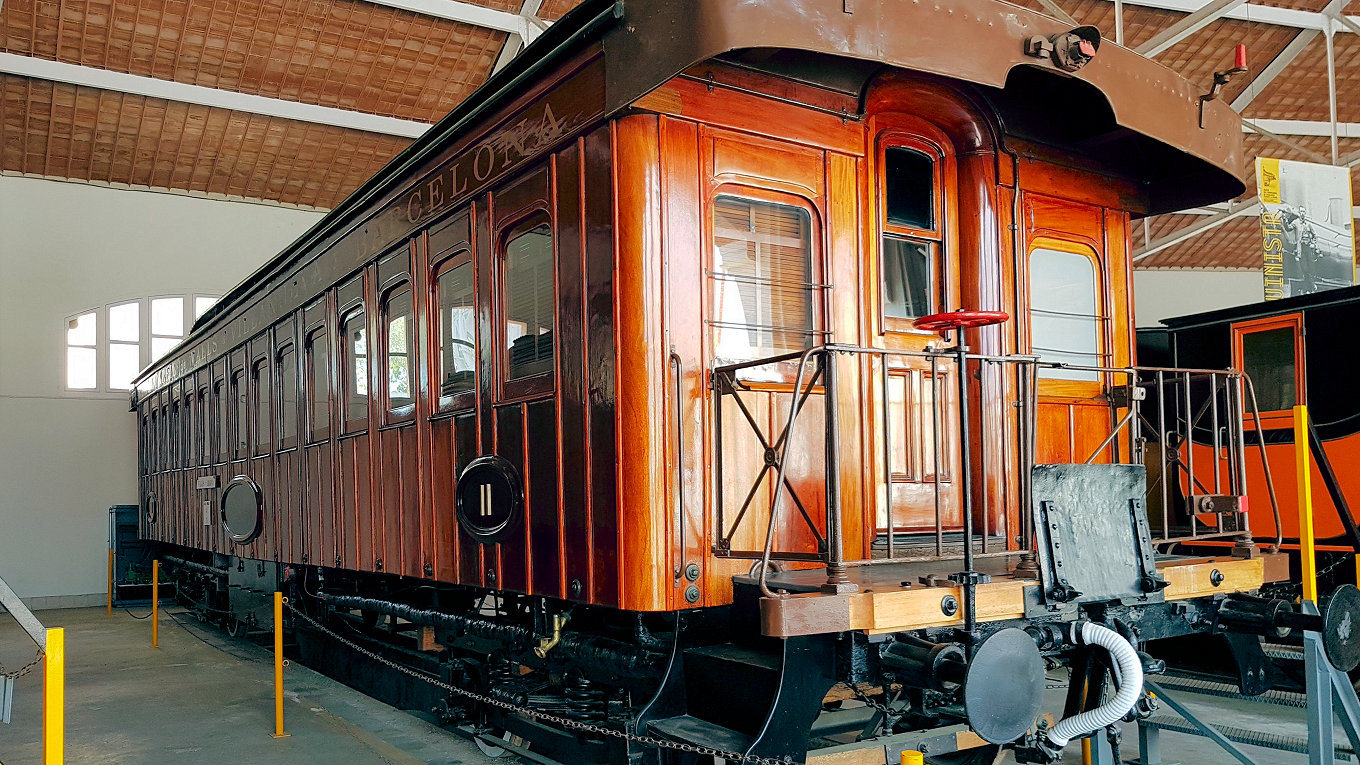
Cotxe Harlan restaurat

- Any 2015, va finalitzar la restauració i recuperació del valuós cotxe de viatgers americà "Harlan", Cotxe Harlan restaurat gràcies a la intervenció de l'Associació de Socis i Col·laboradors del Museu, després de vuit anys de feina; aquesta acció de recuperació va suposar rebre novament el Premi Bonaplata. Derivat del programa de l'1,5% cultural, el Ministeri de Transport, va destinar pressupost per completar la rehabilitació de la Gran Nau, una nova construcció annexa i adequació de l'edifici de l'antic Economat com a recepció i serveis del Museu.

- Any 2016, es va crear l'àrea Espai Mercaderies amb tres vagons per a transport de mercaderies sobre una via de 40 metres de longitud; ampliats posteriorment 170 metres més de via per on circula un vehicle Dresina perquè els visitants realitzin un recorregut per l'interior del Museu; a més, es va generar una via de 18 metres des de la placa giratòria de vagons de Vilanova i es va crear la rèplica d'una terminal de contenidors. El mateix any es va iniciar el Pla d'Accessibilitat i inclusió del Museu.

- Any 2018, es va inaugurar una primera fase de les obres de remodelació de l'edifici de serveis i el mòdul que servirà de connexió amb la Gran Nau. En subhasta concursal es va adquirir la maqueta ferroviària i el mobiliari del (fallit) projecte Scòpic.

- Any 2019, al maig, es va obrir al públic la Gran Nau i la nova construcció anomenada Nau Panoràmica, destinada a exposicions temporals; pocs mesos després, es va rehabilitar i va situar la composició del Talgo II a l'interior de l'edifici que va ser el taller als orígens del ferrocarril a Vilanova, per formar part patrimonial de la futura museografia.

- Any 2020, es va iniciar la segona fase de les obres de la Nau del Pont-Grua i d'actuacions d'accessibilitat a l'edifici de recepció del Museu. Des de mitjans de maig, davant de la pandèmia de la Covid-19, el Museu va exercir d'espai terapèutic de cultura.

- Any 2021, d'abril a octubre, la Nau del Pont-Grua es va destinar a albergar un dels Centres de vacunacions massives de Catalunya. Durant aquest any es van realitzar diferents activitats vinculades a l'Any Europeu del Ferrocarril, coincidint amb el 140è aniversari de l'arribada del ferrocarril a Vilanova i la Geltrú.

La renovada aposta del MITMA, amb noves aportacions, al projecte de la Fundación de los Ferrocarriles Españoles i Adif amb què finalitzar les obres de la Nau del Pont-Grua i la resta de naus rehabilitades, a més de les intervencions de la Fundació en diferents àrees del Museu, va generar un increment de més de 3.000 m2 d’espai expositiu.
L'1 d'abril de 2024 Mayte Castillo Vizcaíno, que havia estat directora de Rodalies de Catalunya des de març de 2018 durant el caos de Rodalies, va passar a dirigir el Museu.

## Instal·lacions
El Museu del Ferrocarril de Catalunya l'any 2022 el componen:
1- L'edifici principal, per ell s'accedeix al museu, està ubicat en un antic economat construït als anys 1970 per al servei dels treballadors ferroviaris. En aquest edifici hi ha elements de l'exposició permanent dedicada al món de les estacions, una àrea infantil, l'Estació Petita de Vilanova, la botiga i la recepció, l'àrea audiovisual, a més de la zona d'administració, el centre de documentació i la sala polivalent.
2- Dipòsits d'aigua i Espai Gumà, conformat per dos grans dipòsits, metàl·lics, o aiguades per al subministrament i reserva d'aigua a les locomotores de vapor i un edifici d'estil industrial modernista on es tractava l'aigua per reduir els efectes de la calç a les calderes de vapor, rebatejat com a Espai Gumà el 2006.
3- Espai Mercaderies i Àrea d'Infraestructura, un àmbit on es recrea un terminal de contenidors, compta amb material de mercaderies, una via pel qual és possible recórrer el perímetre exterior de les vies de l'antic dipòsit de locomotores.
4- Edifici de la Rotonda, el més característic del Museu, amb les 12 vies de fossat cobertes on s'exposa el material més valuós i delicat de conservació.

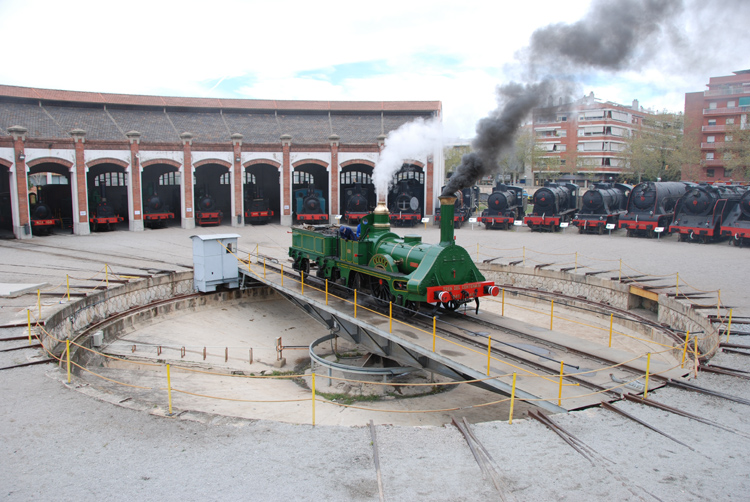
Pont giratori del museu

5- El Pont Giratori, element important per a la inversió de les locomotores o distribució de les mateixes a les vies de la Rotonda.
6- Espai Talgo, espai expositiu que efectua un relat històric i destacat de la col·lecció de vehicles Talgo que posseeix el Museu.
7- Nau de Reserva, antic magatzem de subministraments reconvertit en espai per a exposicions temporals sota la denominació Espai Segle XXI.

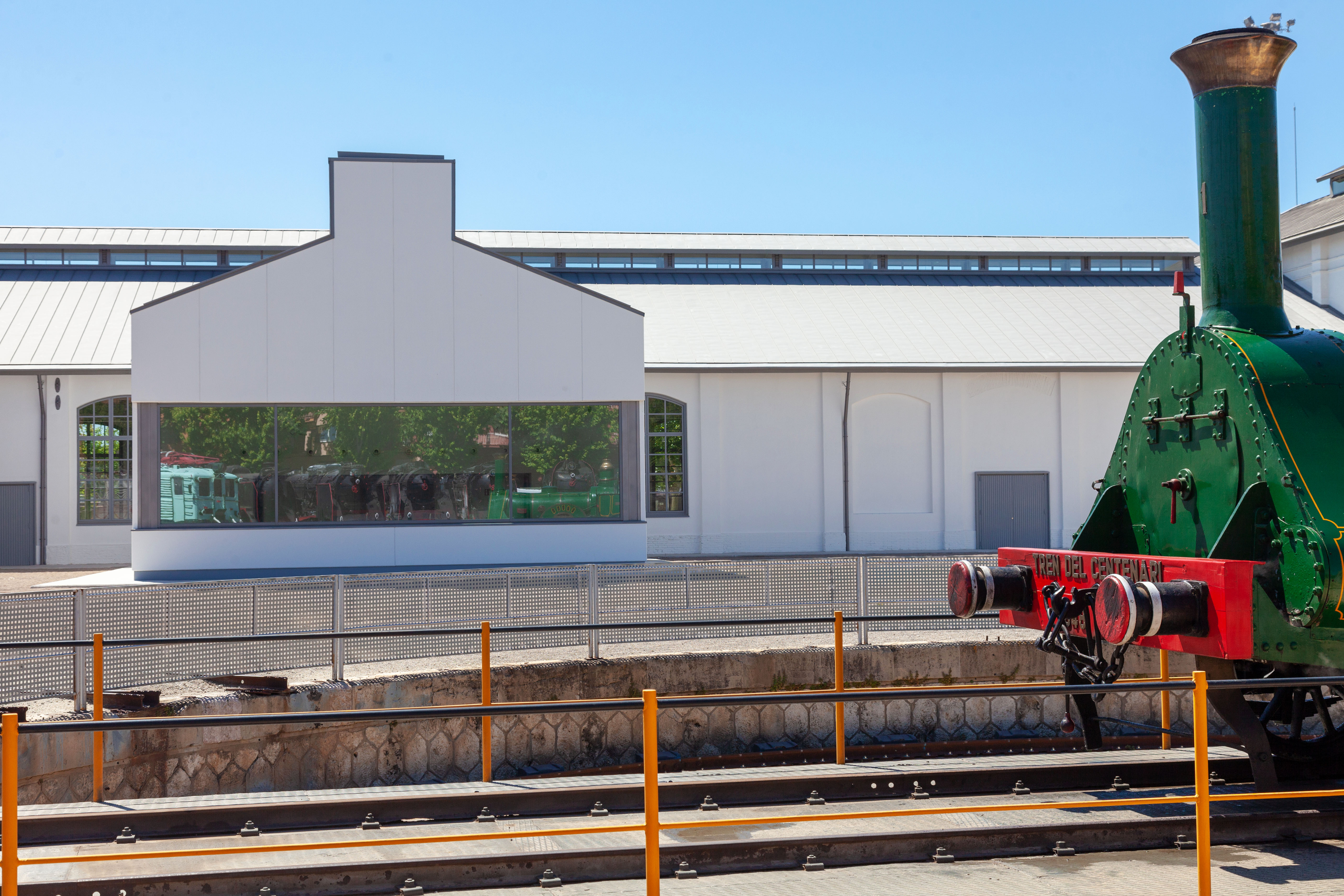
Nau panoràmica i la Mataró

8- Nau Panoràmica, De recent construcció, està dedicada a exposicions temporals i actes de diferents tipus; destaca pel gran finestral que exerceix de mirador del conjunt de locomotores, rotonda i placa giratòria.
9- Gran Nau, un dels dos edificis més antics del Museu, taller de reparació als seus inicis, després de la seva recuperació com a espai expositiu, acull la composició de Talgo II amb la seva característica locomotora.
10- Nau Pont-Grua, de la mateixa època que la Gran Nau, originàriament concebuda per a reparació i manteniment de locomotores gràcies a la seva potent grua-pont, combina el seu ús per a esdeveniments públics amb l'expositiu de locomotores de vapor del segle xix.

## Col·lecció

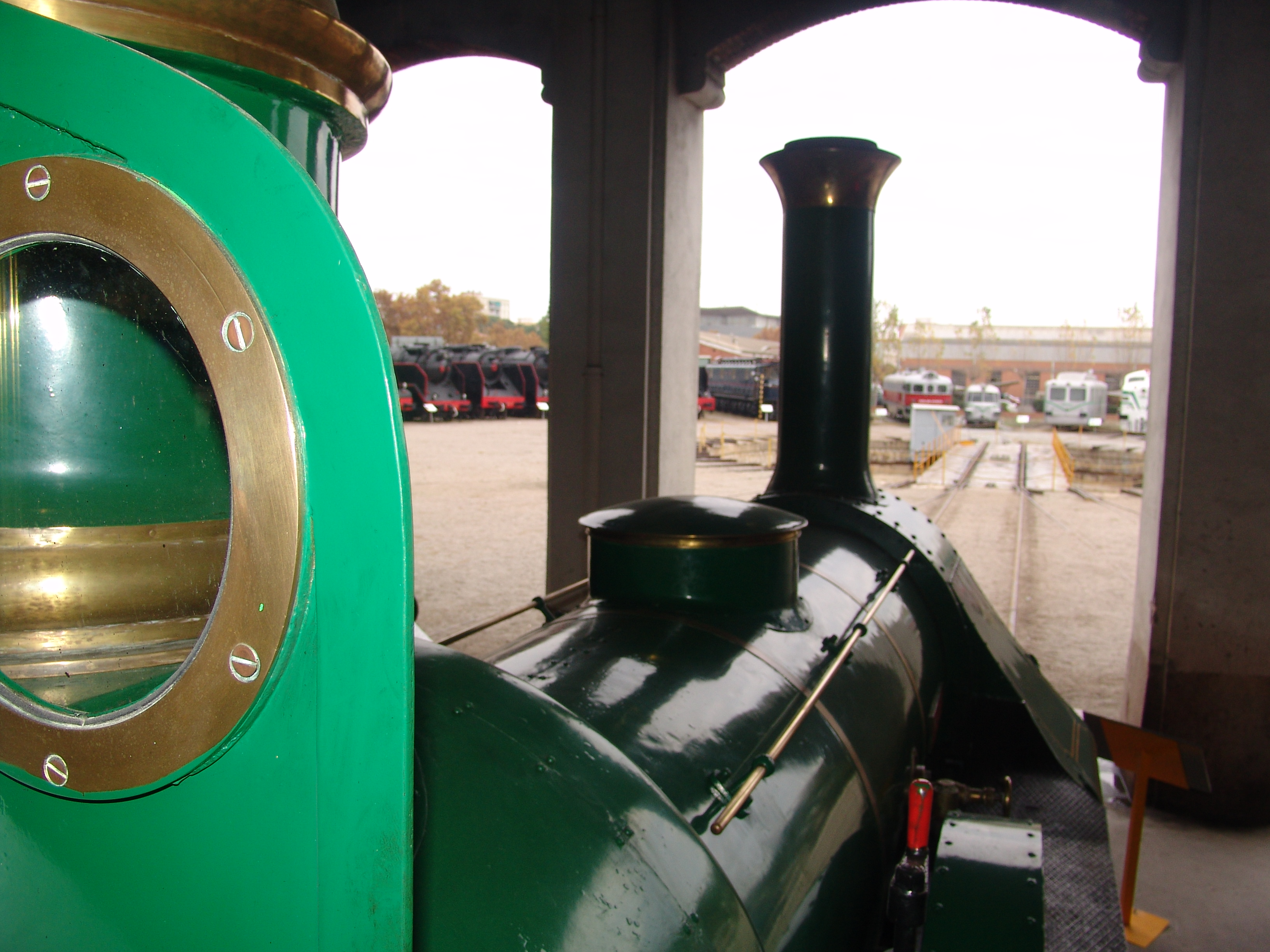
Detall d'una de les locomotores.

La col·lecció més important del Museu, la de vehicles, formada per 50 vehicles de totes les èpoques i tecnologies distribuïts a la zona exterior, és considerada una de les col·leccions tècniques més importants a nivell internacional, per nombre i varietat.
La major part està formada per les 25 locomotores de vapor, amb noms com “Mataró”, “Mamut”, “Mastodont”, “Santa Fe”, “Mikado”, etc. la datació del qual oscil·la entre mitjans dels segles XIX i XX.
Entre elles ressalta la locomotora més antiga conservada a Espanya (120-2112 "Martorell"), la locomotora amb més esforç de tracció (151F-3101 tipus Santa Fe) o l'última que va circular amb tracció vapor a Espanya (141F-2348 tipus Mikado).
Cal destacar el simbolisme que representa la reproducció de la locomotora Mataró i tres cotxes de viatgers del Tren del Centenari, construïts el 1948 per commemorar el primer centenari del ferrocarril a Espanya. Cada primer diumenge de mes es posa en funcionament dins el recinte del Museu.
També es conserven locomotores dièsel, com la "Marilyn" construïda per la companyia ALCO als EUA o tres generacions de locomotores Talgo, de fabricació alemanya a excepció de la nord-americana encarregada de remolcar el Talgo II, totes pertanyents a tres evolucions de la seva material.
Entre les locomotores elèctriques es conserven des de la primera generació el 1928, la "Cocodril", d'origen suís o la popular locomotora 1004, de fabricació franc-espanyola per CAF.
La col·lecció també disposa de cotxes de viatgers i vagons de mercaderies. Del material de viatgers destaca el cotxe HARLAN, construït el 1878 als Estats Units i que va ser el primer vehicle a Espanya dotat de fre automàtic i el rodatge del qual s'efectuava mitjançant ''bogis'', de fusta en aquest cas conservat també com a element expositiu, i no amb un senzill eix i les seves rodes corresponents.

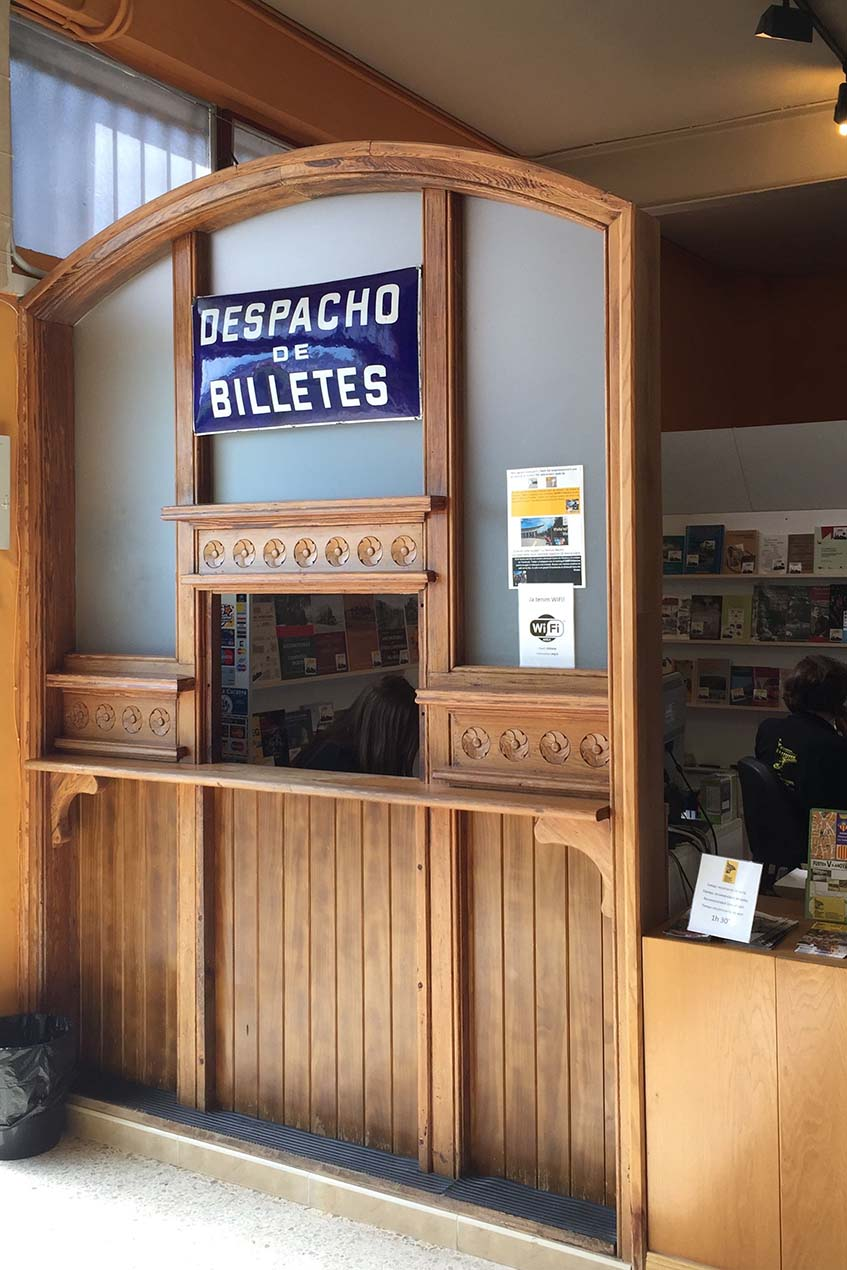
Despatx original de bitllets a l'estació de La Granada del Penedés.

Elements pertanyents a Estacions, un dels més destacables és la Taula d´enclavaments de l'estació de Barcelona-França, construïda el 1924 per Thomson Houston per gestionar entrades i sortides de trens, o el pont de senyals de la mateixa estació, peces que van ser donades de baixa després de la remodelació efectuada amb motiu de la celebració dels Jocs Olímpics de Barcelona 1992 o elements i estris emprats en la tasca diària del ferrocarril.

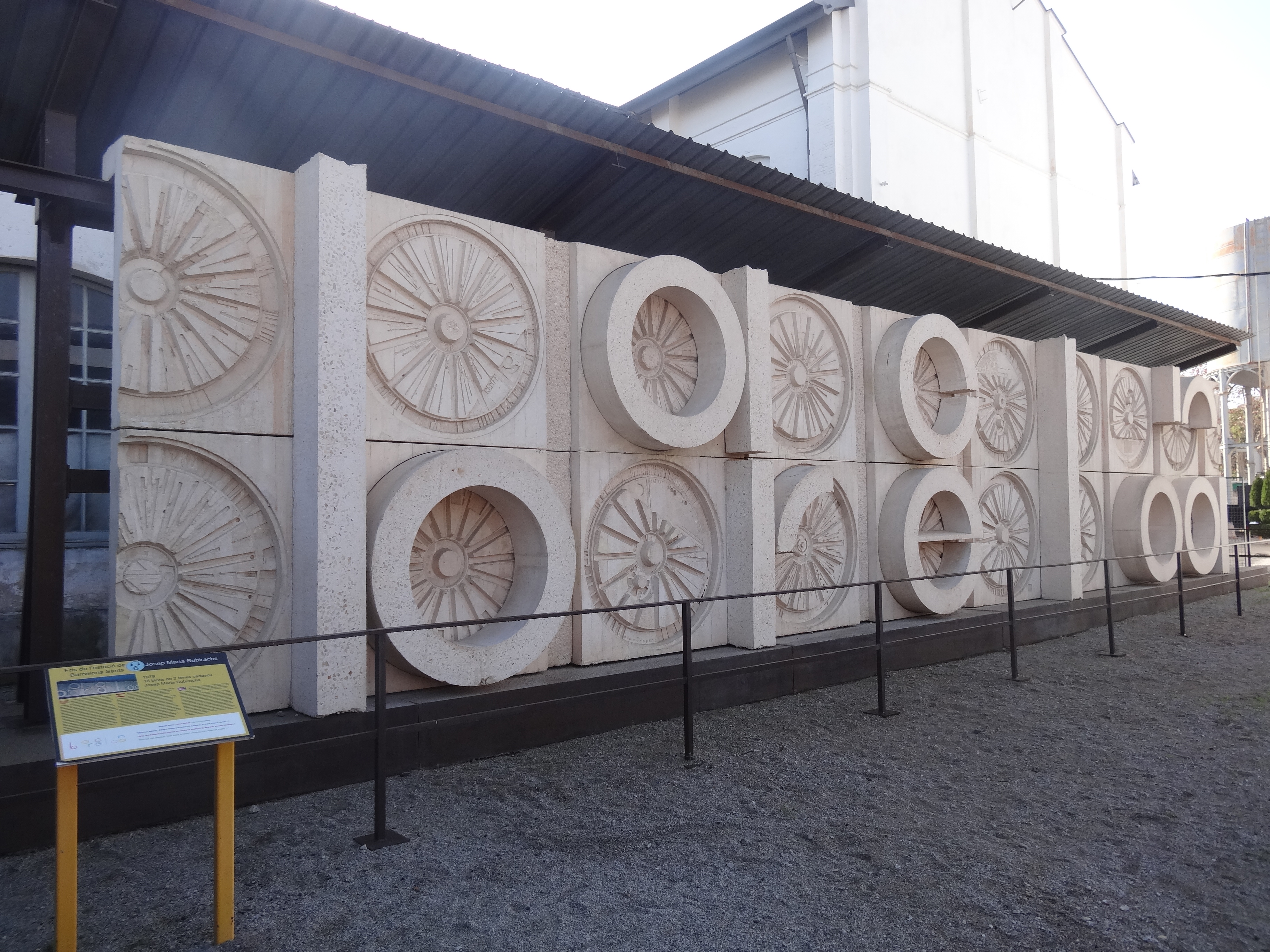
Fris escultoric

És destacable el fris escultòric del prestigiós escultor Josep Maria Subirachs, que Renfe li va encarregar com a element artístic identitari de l'estació de Barcelona Sants i que a causa de la remodelació motivada per l'arribada del tren d'Alta Velocitat a Barcelona, se'n va decidir el trasllat al Museu del Ferrocarril de Catalunya. A l'esmentat fris, jugant amb els relleus, l'artista va incorporar les lletres que conformen la paraula Barcelona.
La Infraestructura i superestructura ferroviària completen la col·lecció, amb materials, maquinària i diferents models de via, així com una sèrie de vehicles per al seu manteniment.

### Peces destacades
| Ref                               | Any       | Objecte                             | Sobrenom            | Constructor                                 | Descripció | Imatge                          |
| --------------------------------- | --------- | ----------------------------------- | ------------------- | ------------------------------------------- | --- | ------------------------------- |
| ND                                | 1948      | Locomotora 1-1-1                    | Mataró              | Maquinista Terrestre i Marítima             | Reproducció del primer tren que va realitzar el trajecte Barcelona-Mataró                                            | Tren del centenari              |
| MZA 168                           | 1854      | Locomotora de Vapor 120/2112        | Martorell           | Sharp & Stewart Manchester                  | Locomotora original més antiga conservada a Espanya. Es va exposar a l'Exposició Internacional de Barcelona de 1929  | Locomotora Martorell            |
| MZA 246                           | 1857      | Locomotora de Vapor 030/2013        | Mamut               | Ritson Wilson i Cail Cockeril               | Segona locomotora més antiga conservada a Espanya. Es feien servir per remuntar trens de mercaderies i de passatgers |                                 |
| Andaluces 4                       | 1871      | Locomotora de Vapor 020-04          | Andaluces           | COCKERILL                                   | Tipus de locomotores petites destinades a àrees urbanes o petites factories                                          | Andaluces 4                     |
| MZA 571                           | 1879      | Locomotora de Vapor 040-2019        | Vilanova            | Sharp & Steward (Regne Unit)                | Locomotora assignada a Vilanova i la Geltrú des de 1949                                                              |                                 |
| Norte 1653                        | 1881      | Locomotora de Vapor 030-2110        | Perruca             | Andre Koechlin & Cie                        | Normalment es va fer servir pel nord-est d'Espanya.                                                                  | Perruca                         |
| Oeste 9                           | 1881      | Locomotora de Vapor 220-2005        |                     | Hartmann                                    | Per al transport de trens de passatgers                                                                              |                                 |
| Oeste 77                          | 1884      | Locomotora de Vapor 120-2131        |                     | Maschinenfabrik Esslingen AG                | Per al transport de trens de passatgers                                                                              |                                 |
| Alcantarilla- Llorca,4            | 1884      | Locomotora de Vapor 030-2369        | Bicicleta           | Regne Unit                                  | Trens de viatgers |                                 |
| Alcañiz - La Puebla de Híjar, 4   | 1885      | Locomotora de Vapor 020-210         | Teresita/Clot       | Bèlgica                                     | Locomotora de maniobres                                                                                              | Alcañiz - La Puebla de Híjar, 4 |
| Mollet - Caldes, 6                | 1887      | Locomotora de Vapor 030-0233        | Caldes              | Maquinaria Terrestre y Marítima             | Trens de viatgers i posteriorment per maniobres                                                                      |                                 |
| Andaluces, 6                      |           | Locomotora de Vapor 220-2023        | Bobadilla           | Beyer, Peacock and Company                  | Trens de viatgers |                                 |
| MZA 651                           | 1901      | Locomotora de Vapor 230-4001        | Compound            | Henschel i Maffei (Alemanya)                | Remolcar trens ràpids                                                                                                |                                 |
| Ferrocarril Central de Aragón, 1  | 1902      | Locomotora de Vapor 030-2471        | FCA 1               | Société Anonyme St. Leonard                 | Remolcar trens de passatgers                                                                                         |                                 |
| Ferrocarril Central de Aragón, 53 | 1906      | Locomotora de Vapor 060-4013        | Mallet-Compound     | Suissa                                      | Remolc de mercaderes pesants                                                                                         | Mallet                          |
| Norte 3101                        | 1909      | Locomotora de Vapor 230-2085        |                     | Hanomag (Alemanya)                          | Remolcar trens de passatgers                                                                                         |                                 |
| MZA 1155                          | 1913      | Locomotora de Vapor 240-2135        | Mastodonte          | Alemanya                                    | Remolc de trens de viatgers i de mercaderies                                                                         | MZA 1155                        |
| Ferrocarril Central de Aragón, 74 | 1927      | Locomotora de Vapor 240-2074        | Mastodonte          | Tubize (Bèlgica)                            | Transport de viatgers i mercaderies. 115 km/h de velocitat màxima                                                    |                                 |
| FCA 101                           | 1931      | Locomotora de Vapor 462F-0401       | Beyer-Garratt       | Euskalduna, Bilbao                          | Actualment és a l'estació de Vilanoveta, Lleida                                                                      | FCA 101                         |
| MZA 1808                          | 1939      | Locomotora de Vapor 241F-2108       | Linda Tapada        | Maquinista Terrestre y Marítima (Barcelona) | Remolc de trens de viatgers i mercaderes                                                                             | MZA 1808                        |
| 5001                              | 1942      | Locomotora de Vapor 151F-3101       | Santa Fe            | Maquinista Terrestre y Marítima             | Locomotora de gran pes i potència tractora                                                                           | Locomotora de Vapor 151F-3101   |
| Renfe                             |           | Locomotora de Vapor Renfe 240F-2591 |                     | Euskalduna (Bilbao)                         | | 240F-2591                       |
| Renfe                             | 1953      | Locomotores de Vapor 141F-2101/2348 | Mikado              | North British Locomotive Company            | Una Mikado va ser darrera locomotora a vapor circulant per Espanya. Apagada simbòlicament el 1975.                   |                                 |
| Norte i Renfe 7001                | 1928      | Locomotora elèctrica 270-001        | Chata               |                                             | Locomotora elèctrica polivalent                                                                                      |                                 |
| Norte i Renfe 7206                | 1928      | Locomotora elèctrica 272-006        | Cocodrilo           |                                             | Locomotora elèctrica polivalent                                                                                      | 272 006                         |
| Estado-Renfe 1000-1004            | 1929-1982 | Locomotora elèctrica 280-004        | Transpirinenc       | CAF SECHERON (Guipúscoa)                    | Línia Ripoll-Puigcerdà. Trajecte amb revolts molt tancats i forts pendents. En dipòsit a l'estació de Ripoll         |                                 |
| Renfe 7807                        | 1954      | Locomotora elèctrica 278-007        | Panchorga           | Estats Units                                | Locomotora elèctrica remolc de viatgers i finalment mercaderies                                                      | 278 007                         |
| Renfe 7652                        |           | Locomotora elèctrica Alstom 276-052 |                     |                                             | Va acompanyada de 4 cotxes 6000                                                                                      |                                 |
| Norte i Renfe 9165                | 1935      | Automotor 590-165                   |                     | EUA                                         | Aquest model fou adquirit per Nord, com automotor lleuger amb dues classes, per a distàncies curtes i mitges.        |                                 |
| Ou                                | 1940      | Dresina de via i obres              | Ou                  |                                             | Destinada a transport de personal d'obres (12 places)                                                                | Dresina de via i obres          |
| 3T                                | 1950      | Locomotora 350-003                  | Talgo II            |                                             | Remolc de trens Talgo                                                                                                | Talgo 350 003                   |
| 1801                              | 1958      | Locomotora dièsel 318-001           | Marilyn             | American Locomotives Co. (ALCO)             | Destinada a Galícia                                                                                                  |                                 |
| Talgo                             | 1983      | Locomotora dièsel Talgo 354-001     | Virgen de Covadonga | Krauss Maffei (Alemanya)                    | Remolc de trens Talgo                                                                                                | Talgo 354-001                   |
| 2005 T                            | 1964      | Cabina de la locomotora Talgo III   | Virgen del Carmen   |                                             | Remolc de trens Talgo                                                                                                | Talgo III                       |

### Peces cedides temporalment
NOTES:-
1. Hi ha locomotores o altres elements pertanyent al Museu del Ferrocarril de Catalunya que eventualment estan dipositats en altres localitzacions com préstec, per fer-hi reparacions o per altres motius durant períodes de més d'un any.
2. Els trens TAF (Tren Automotor Fiat) i TER (Tren Español Rápido) van servir les línies de Catalunya i de la resta d'Espanya des del 1952 (el TAF) fins al 1995 (el TER.) Actualment l'empresa ARMF de Lleida reconstrueix un TER. El tren TAF model 595-022, propietat d'ADIF i sota la supervisió del Museu dels Ferrocarrils de Madrid, es pot visitar a l'estació de Delicias (Madrid.)

| Imatge | Ref                      | Sobrenom       | Constructor-any                                       | Cessió                                                                               |
| ------ | ------------------------ | -------------- | ----------------------------------------------------- | ------------------------------------------------------------------------------------ |
|        | Talgo III RD             | Catalan Talgo  | Patentes Talgo-1969                                   | Tallers Talgo Sant Andreu Condal (Barcelona)                                         |
|        | Locomotora Beyer-Garratt | Garratt        | Euskalduna-1931                                       | Cedida a ARMF (Vilanoveta, LLeida)                                                   |
|        | Locomotora dièsel        | 10838          | General Electric(EUA) Babcock & Wilcox (Bilbao) 1969  | Cedida a ARMF (Vilanoveta, LLeida)                                                   |
|        | Locomotora dièsel        | 10836          | GE(EUA) B&W(Bilbao) 1969                              | APPFi Mora la Nova (Tarragona)                                                       |
|        | Tractor dièsel           | 10465          | Maquinista Terrestre y Marítima (Barcelona) 1974      | ARPAFER - Burgos                                                                     |
|        | Vagó Correus             | DGCT-3076      | TAFESA (Espanya)-1966                                 | AAFB (Badalona)                                                                      |
|        | BB 8748                  | Vagó 2ª classe | Linke-Hofmann Westwaggon(Alemania) 1961               | Museu de la Immigració Arxivat 2015-07-13 a Wayback Machine. St. Adrià - (Barcelona) |
|        | Vagó Restaurant          | WR-3568        | Sociedad Española de Construcción Naval (Bilbao)-1930 | Turisme del Cardener                                                                 |

## Centre de Documentació
Al pis superior de l'edifici de serveis s'ubica el centre de documentació, obert al públic des de l'any 2000 i dotat amb més de 4.500 referències bibliogràfiques, a més de material d'arxiu divers i una important col·lecció de cartografia ferroviària.4 Disposa també d'arxiu fotogràfic, amb més de 7.000 imatges, moltes de les quals són de gran qualitat per l'origen dels negatius: format mitjà en placa de vidre. Els fons més antics provenen de l'antiga biblioteca de la Compañia de los Ferrocarriles de Madrid a Zaragoza y Alicante (MZA), ubicada a l'estació de Barcelona-França. Van ser donats l'any 2001 pel departament de Manteniment i Infraestructura de Renfe. Entre aquests destaca la sèrie de memòries d'antigues companyies, així com la col·lecció de projectes de construcció de línies, especialment els realitzats per Eduard Maristany. Una altra part important de fons prové d'exemplars duplicats de la biblioteca ferroviària de la Fundació dels Ferrocarrils Espanyols, situada al Museu del Ferrocarril de Madrid.

### Documents destacats

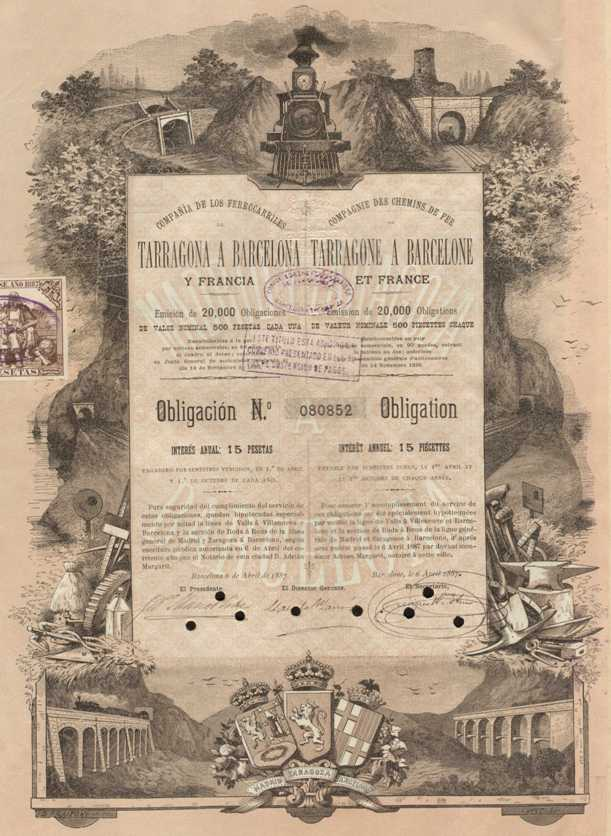
Obligació de la Companyia del Ferrocarrils de Tarragona Barcelona i França, similar a la que es conserva al museu

- Companyia dels Ferrocarrils de Tarragona a Barcelona i França, coneguda com a TBF: Línia de Girona a la Frontera Francesa. Construcció. 1880. Es tracta d'un Àlbum amb 5 fotografies, negre, de 32 x 42 cm.
- Eduard Maristany Gibert, El túnel d'Argentera: tractat de construcció de túnels. 6 vol., lám. despl. Barcelona, Imp. de Henrich y Companyia, 1891-1892.
- Ferrocarriles Directos de Madrid y Zaragoza a Barcelona. Obligació nº 24878, 500 pts. Data d'emissió: 1883.
- Sociedad de Ferrocarriles de Montaña a Grandes Pendientes. Acció nº 3837, 250 pts. Data d'emissió: 1893
- Ferrocarril directe de Madrid a Barcelona. Obres de Fàbrica. 12 lám. despl.: Tajeas, embornals, pontones, sifons, passos superiors, ponts, viaductes, seccions del camí, passos a nivell, túnels, via, caselles, estacions. Barcelona, 1881.

### La Biblioteca del Museu

#### Els trens i els vehicles ferroviaris
- Els trens en general i altres ferrocarrils. Gran velocitat (països, xarxes, àlbums)
- La via estreta
- La tracció elèctrica i la tèrmica (tecnologia, parc, sèries i àlbums)
- El material remolcat: els vagons i els cotxes de viatgers (parc, sèries i àlbums)
- La tracció vapor (tecnologia, parc, sèries, manuals i àlbums)

#### Trànsit ferroviari: documents de gestió i de la informació
- Els perfils de les línies; itineraris i les marxes dels trens
- Línies i estacions (mapes i plànols, esquemes)
- Documents horaris. Guies internacionals
- Documents horaris. Guies nacionals. Cartells i avisos

#### Història i explotació del ferrocarril
- De tot el món, per països
- Catalunya
- Resta d'Espanya, monografies d'estacions i geografia ferroviària
- Gestió i explotació dels ferrocarrils (Tractats i manuals). El problema ferroviari
- Obres genèriques

#### L'administració, la normativa i la legislació ferroviària
- Disposicions d'Obres Públiques
- Normativa i organització ferroviària (escalafons, reglaments i instruccions)
- Normativa jurídica i legislació
- Disposicions, instruccions i reglamentació ferroviària (manuals, recopilacions, compendis, consignes
- Organització administrativa i comercial (índexs, tarifes, manuals, circulars i consignes)

#### Les dades i estadístiques del ferrocarril
- Dades estadístiques, memòries; informes institucionals i de companyies
- Pressuposts, els plans, les propostes i compendis
- Els anuaris i els directoris

#### La infraestructura i el manteniment
- Normes i especificacions tècniques (funcionament, manteniment, construcció)
- Obres, materials i instal·lacions ferroviàries (manuals, monografies, tractats)
- La seguretat (reglaments i condicions de circulació, senyalització, enclavaments, comunicacions)
- La construcció de material rodant i fix ferroviari

#### Altres temes ferroviaris i afins
- El modelisme ferroviari
- La museologia, les exposicions i els museus del ferrocarril (obres generals i catàlegs)
- La didàctica
- Els llibres infantils
- Les obres enciclopèdiques
- Els anuaris generals, la geografia i la història (tren y deportació. Holocausto)
- Les arts, la literatura i els viatges
- Els diccionaris de termes ferroviaris

Fons Mercè Sala
FMS Fons documental heterogeni procedent de la biblioteca personal de la que fos presidenta de Renfe Mercè Sala Schnorkowsk

## Exposicions temporals
L'any 1993 es van iniciar les exposicions temporals al museu, algunes de producció pròpia i d'altres compartida. Entre 1993 i 2009 es van realitzar 62.
Les exposicions temporals del museu abarquen temes relacionats amb el món del ferrocarril, com pot ser tecnologia, urbanisme, economia, societat, turisme o cultura en els seus diferents vessants: fotografia, dibuixos, pintura, escultura o còmics. Destaca entre les exposicions la produïda l'any 2009 "40 anys de canviadors d'ample de via a Espanya", que es va realitzar en col·laboració amb la Fundació gestora.

## Galeria d'imatges

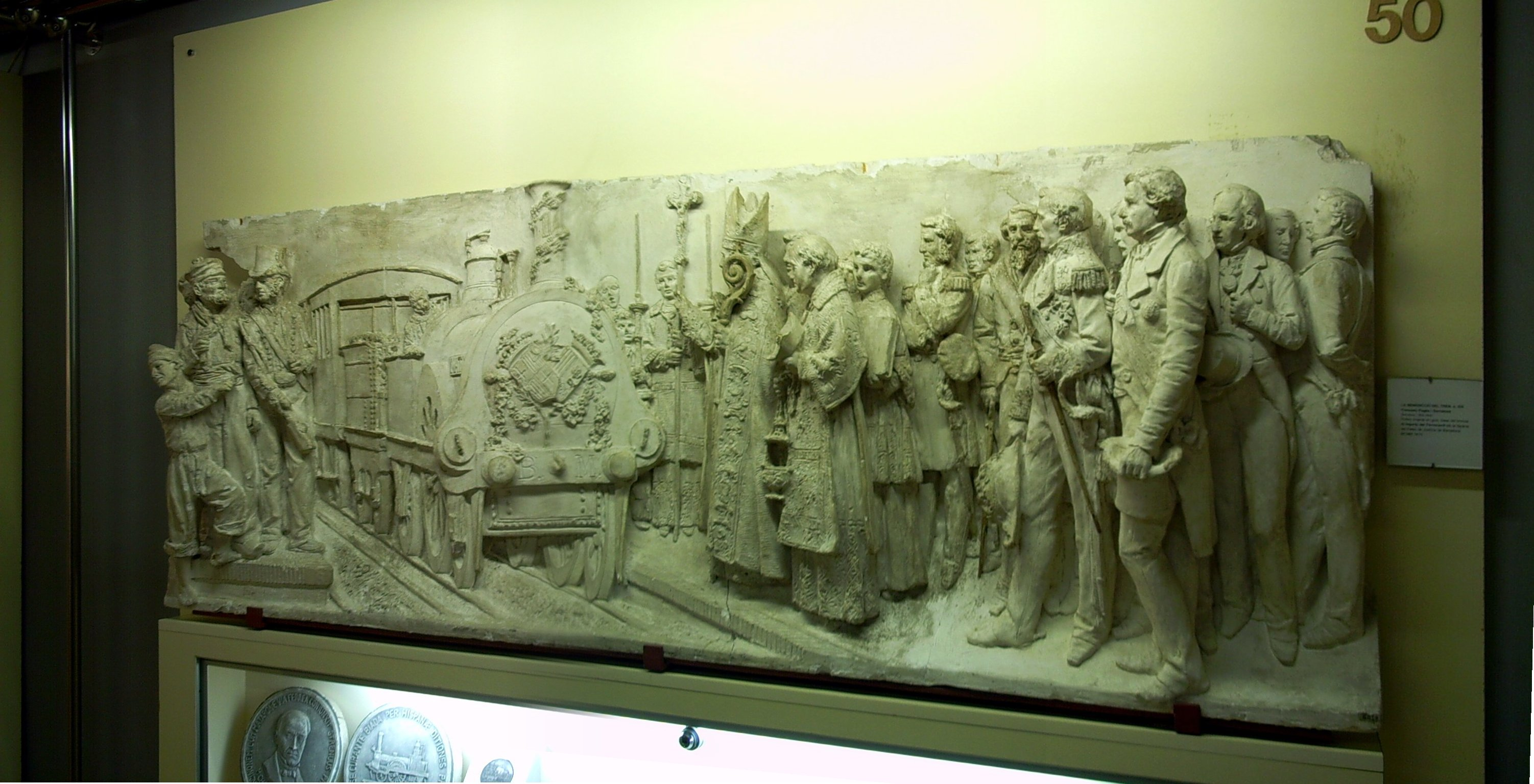
Relleu original en guix (Museu Comarcal de Mataró), base del bronze "Allegoria del Ferrocarril" a la façana del Palau de Justícia de Barcelona.
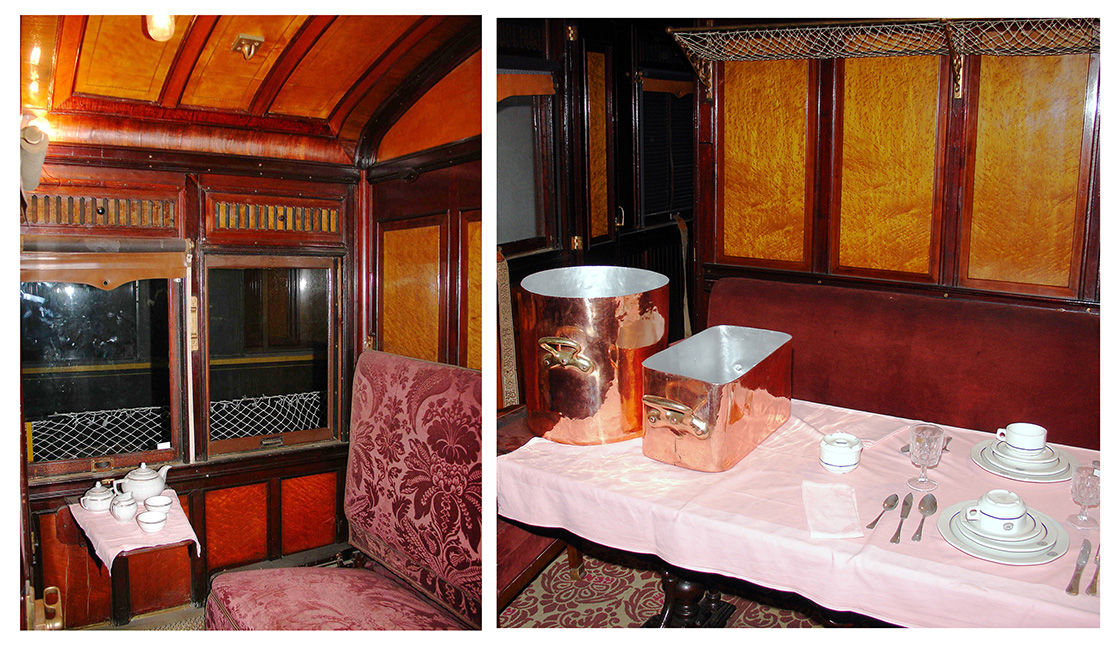
Interior de cotxe-saló on els viatgers es podien allotjar durant diversos dies
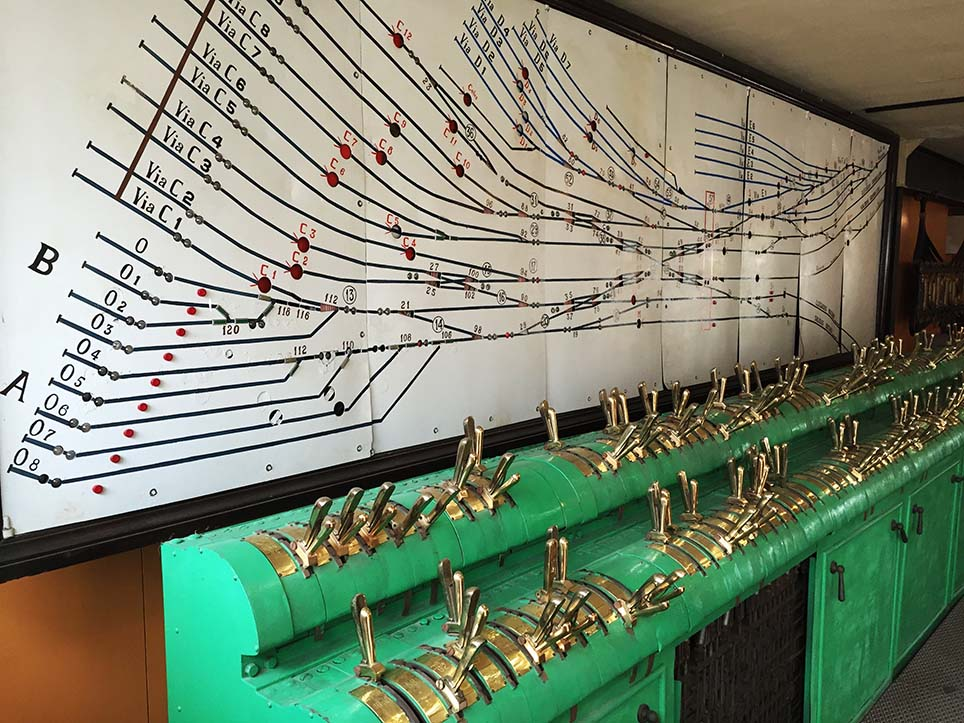
Taula d'enclavaments "Estació de França", 1929, Barcelona
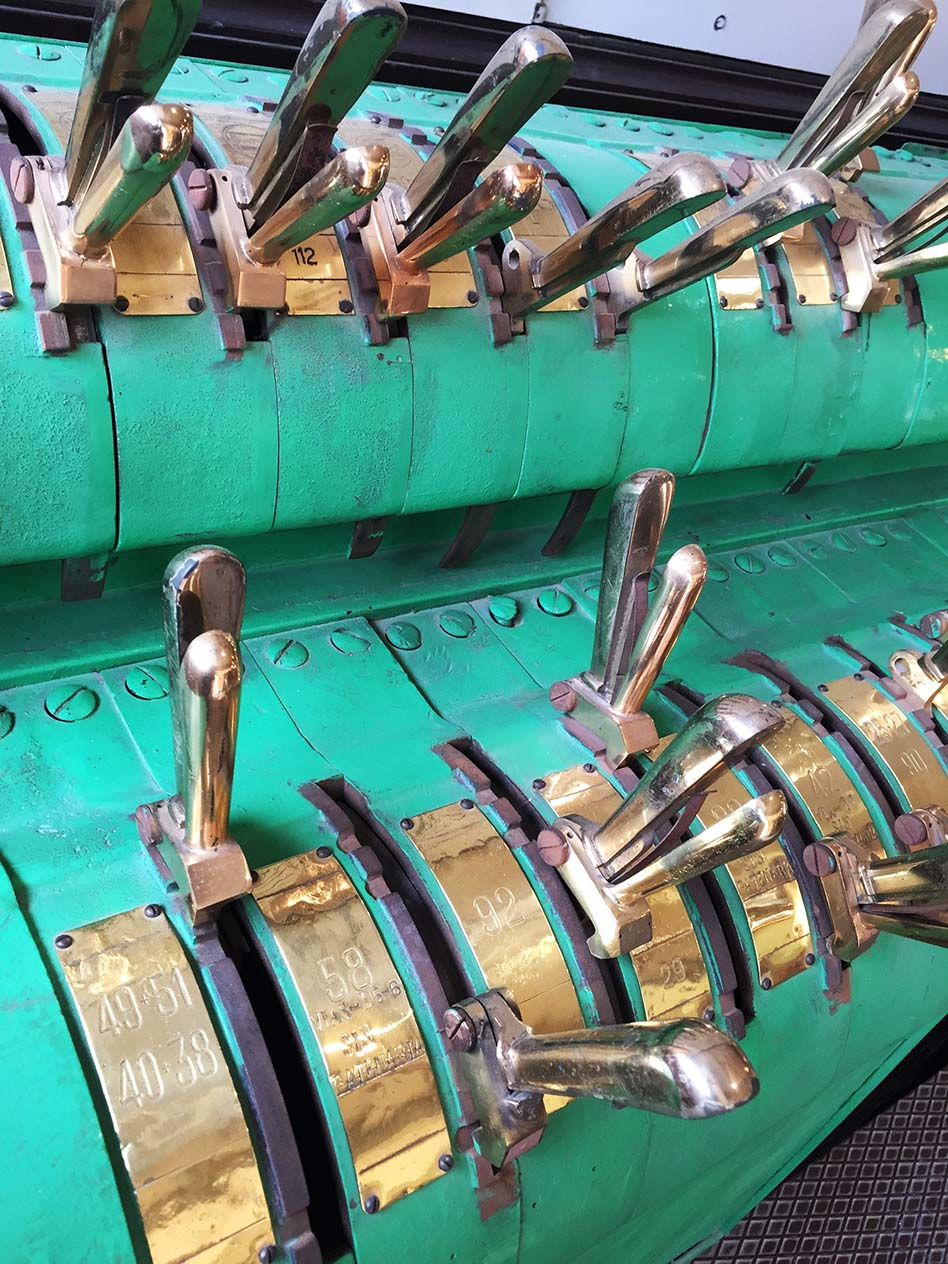
Detall palanques a la Taula d'enclavaments
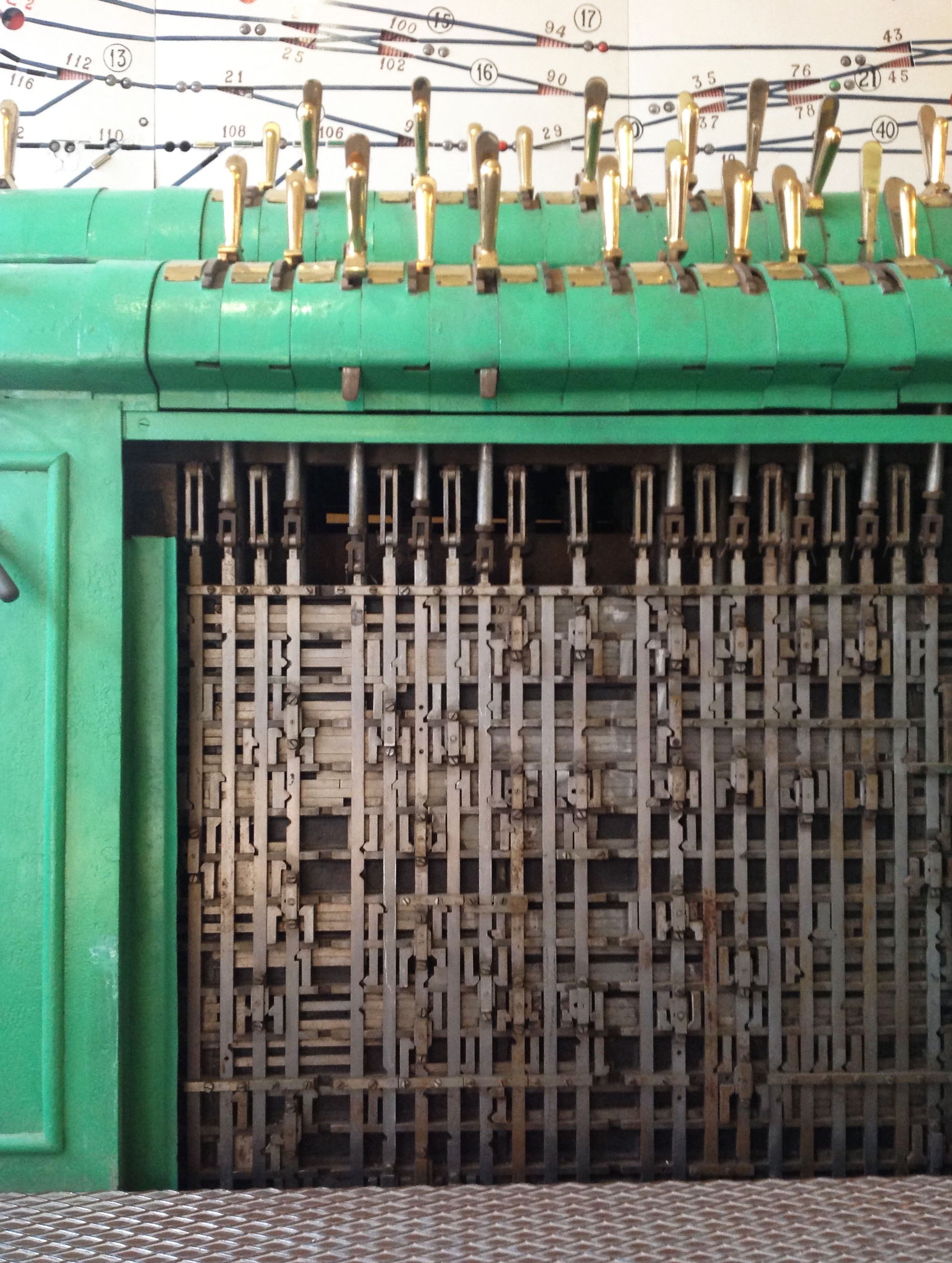
Detall Taula d'enclavaments. Mecanisme
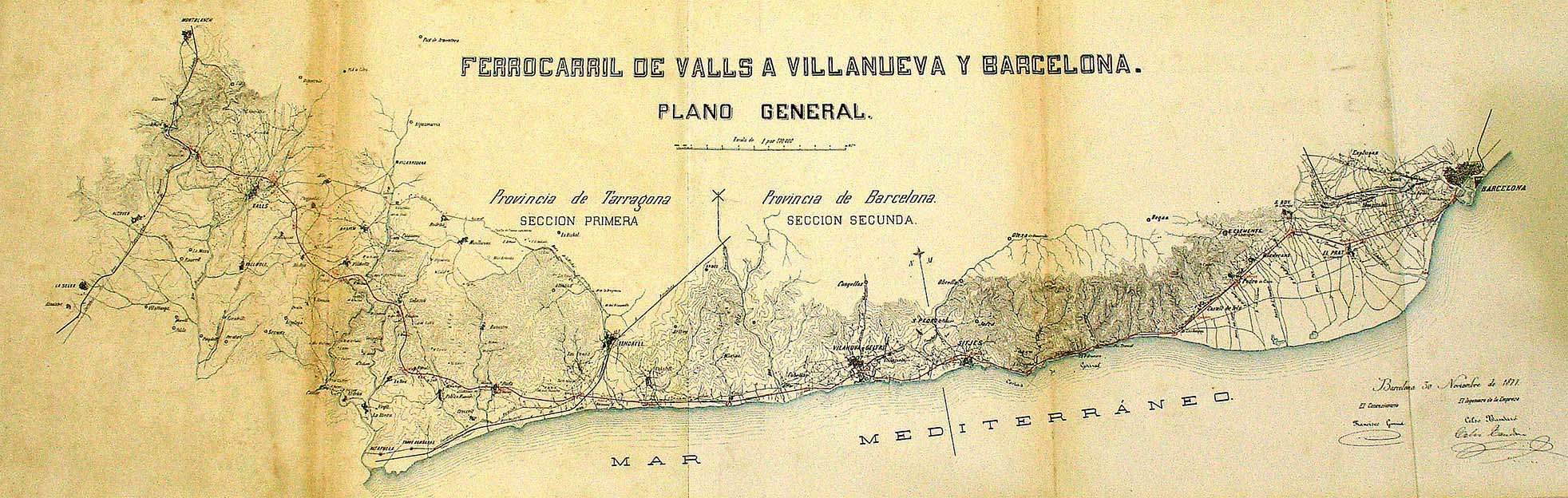
Plànol línia Valls-Vilanova-Barcelona
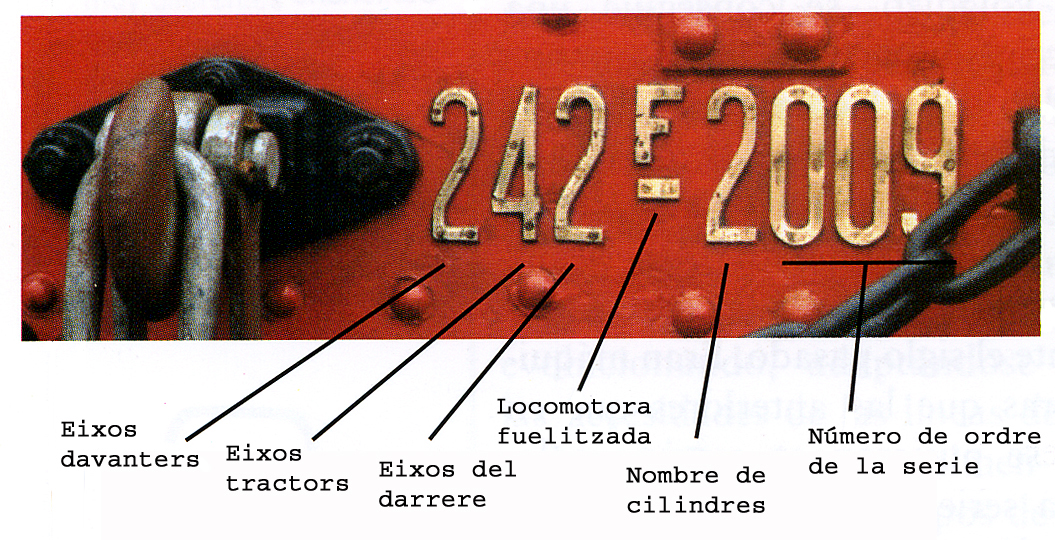
Codi numeració RENFE per locomotores
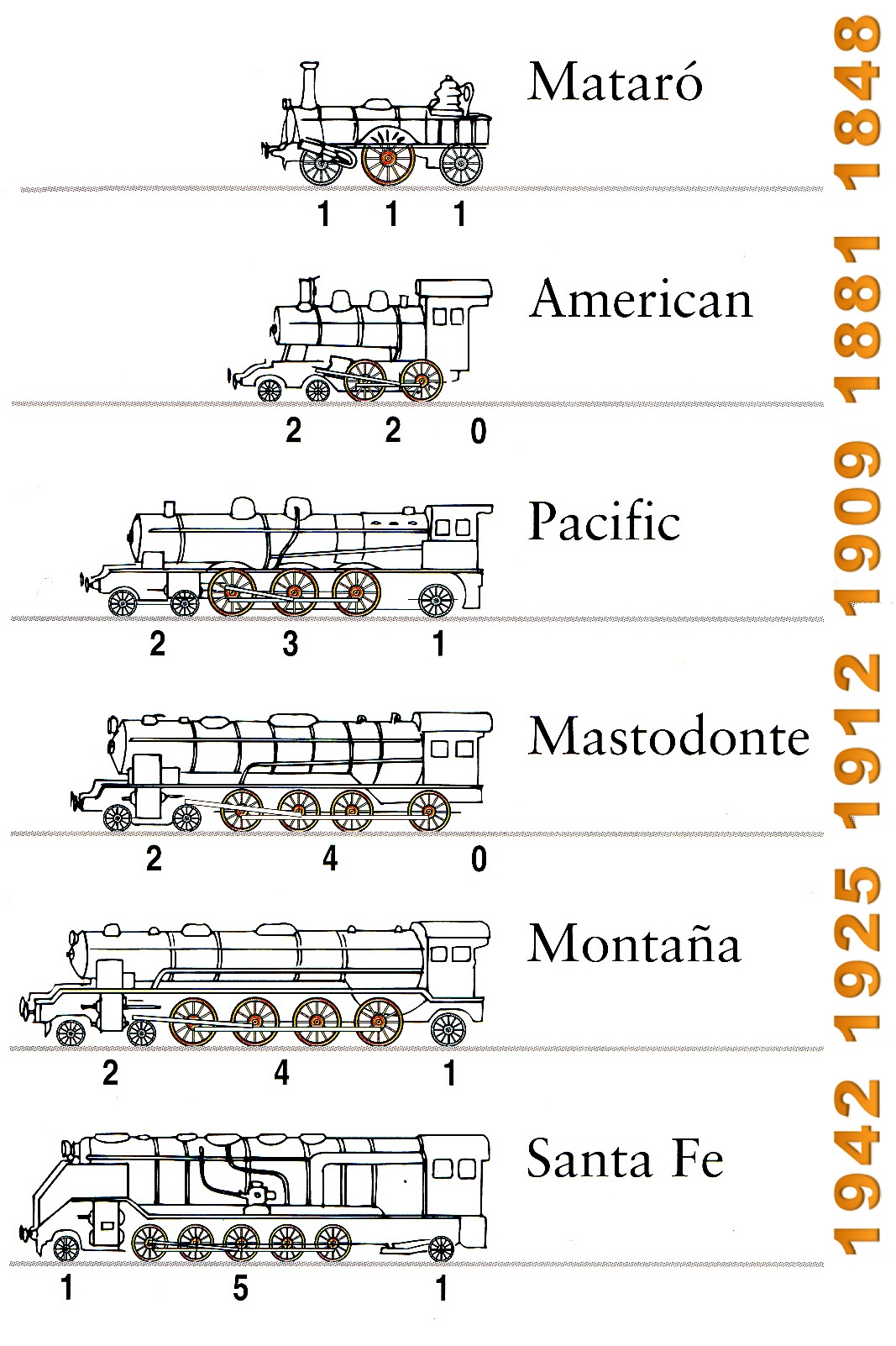
Numeració tren de rodes
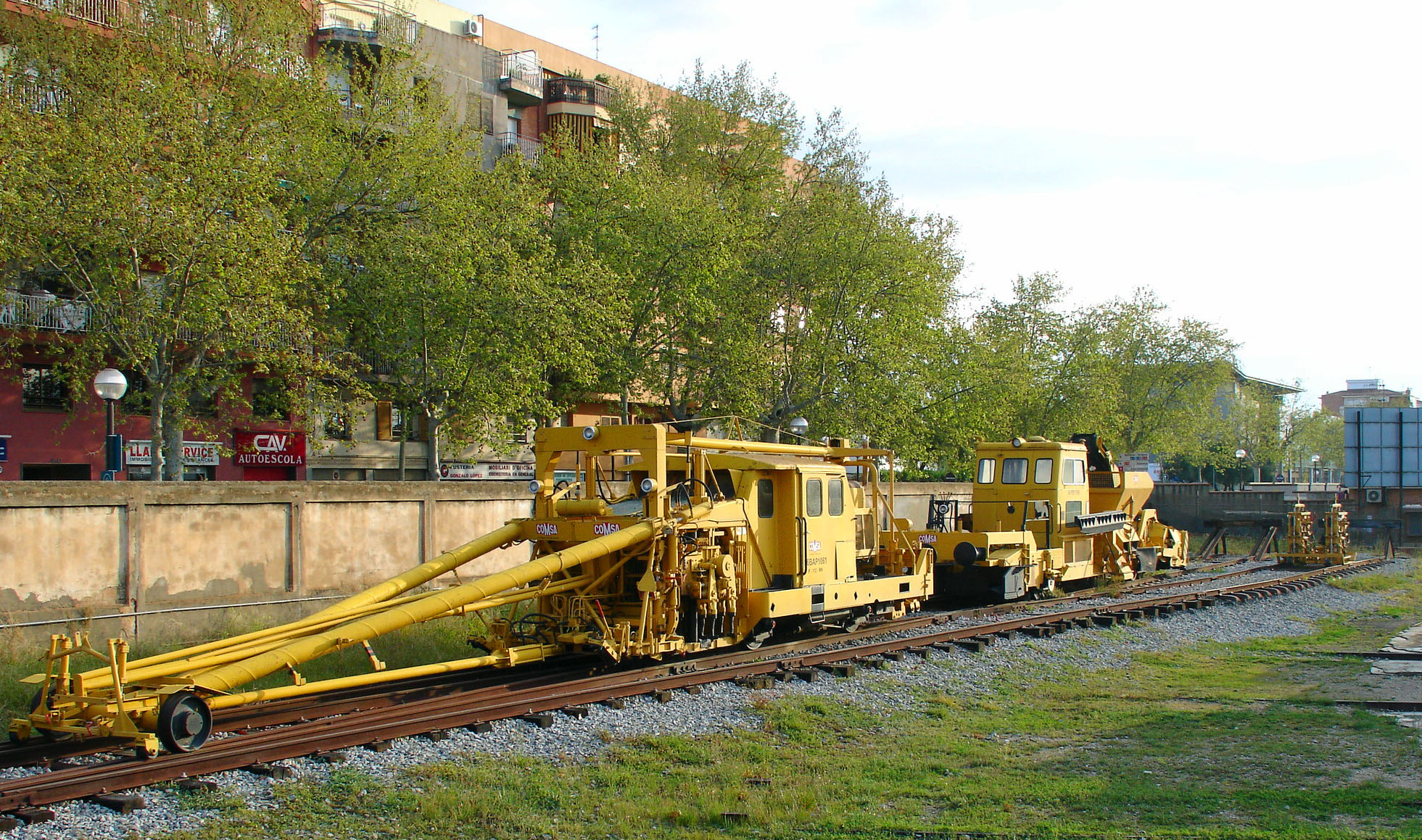
Vehicles de manteniment de les vies
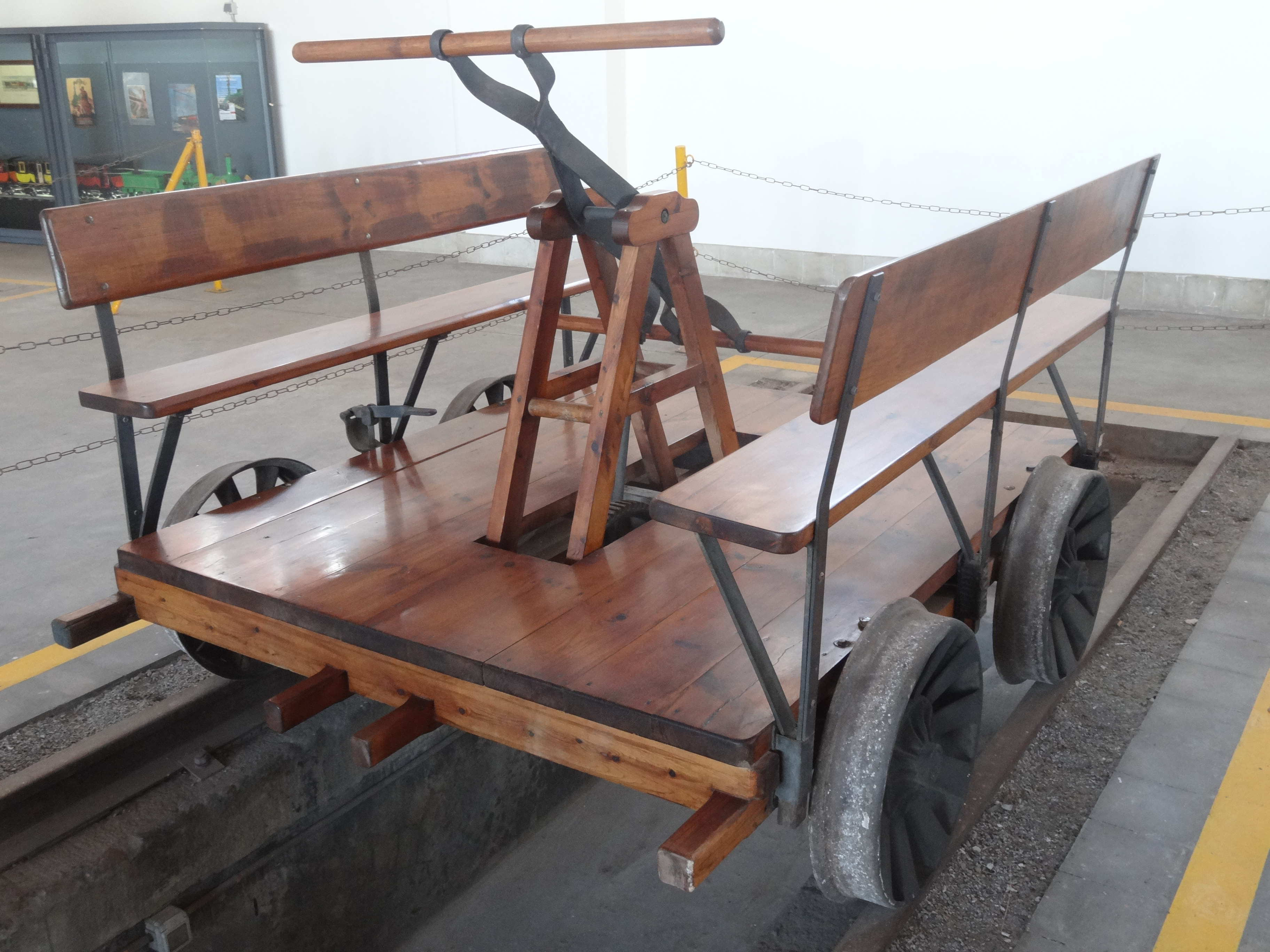
Vagoneta de tracció manual (350 kg) de la Compañís Central de Aragón
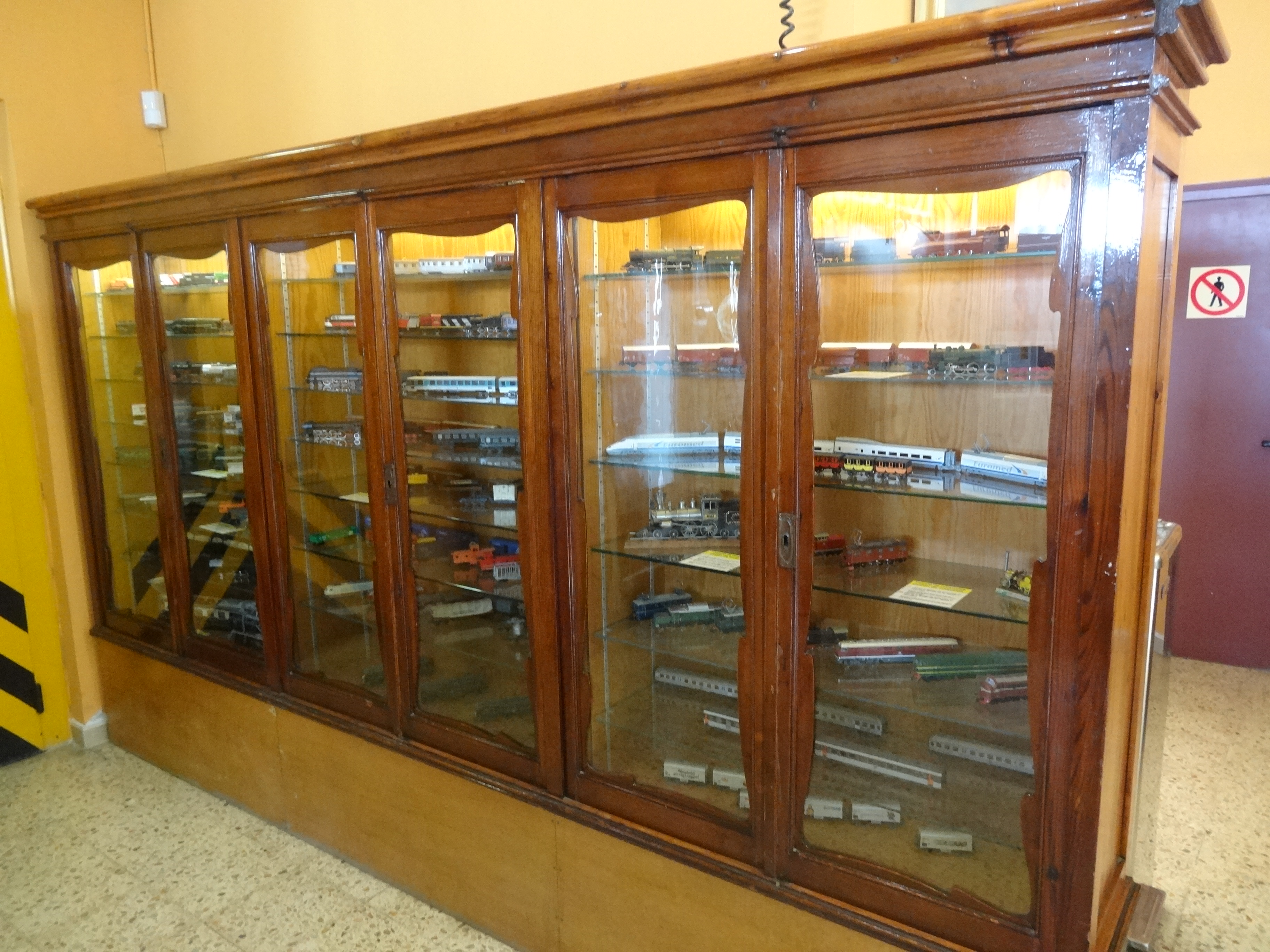
Maquetisme-1
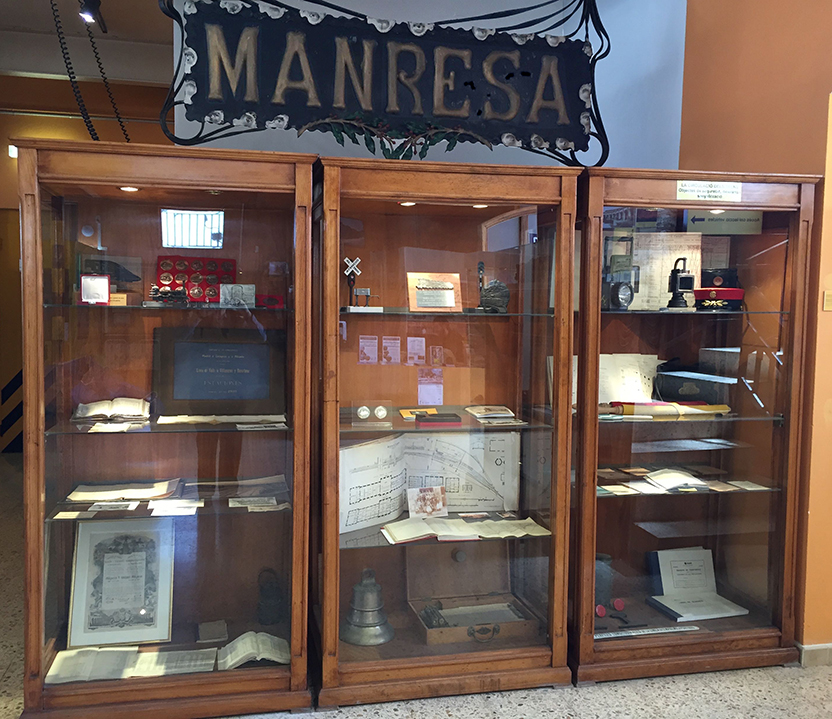
Vitrina amb objectes històrics
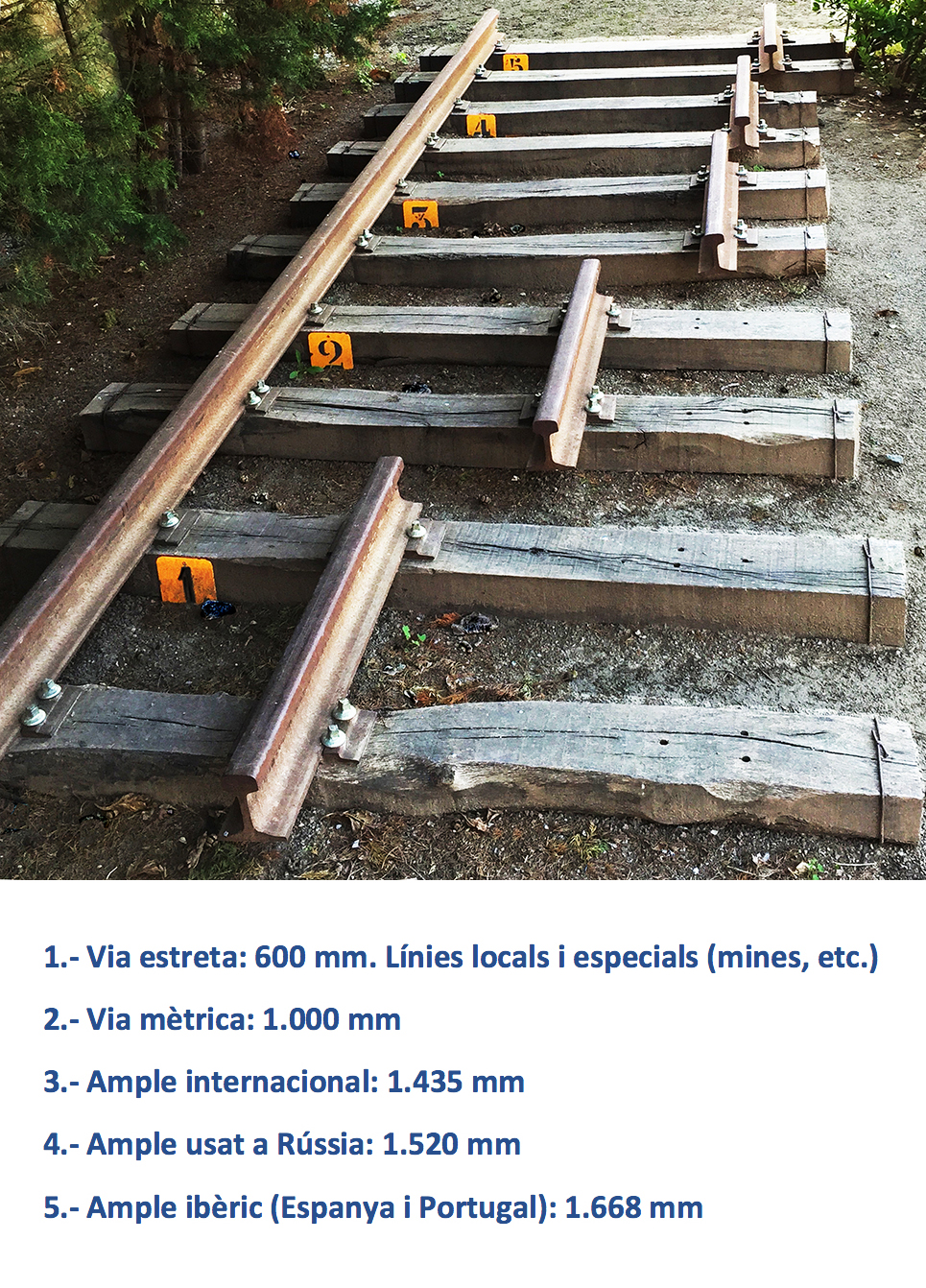
Amples de via
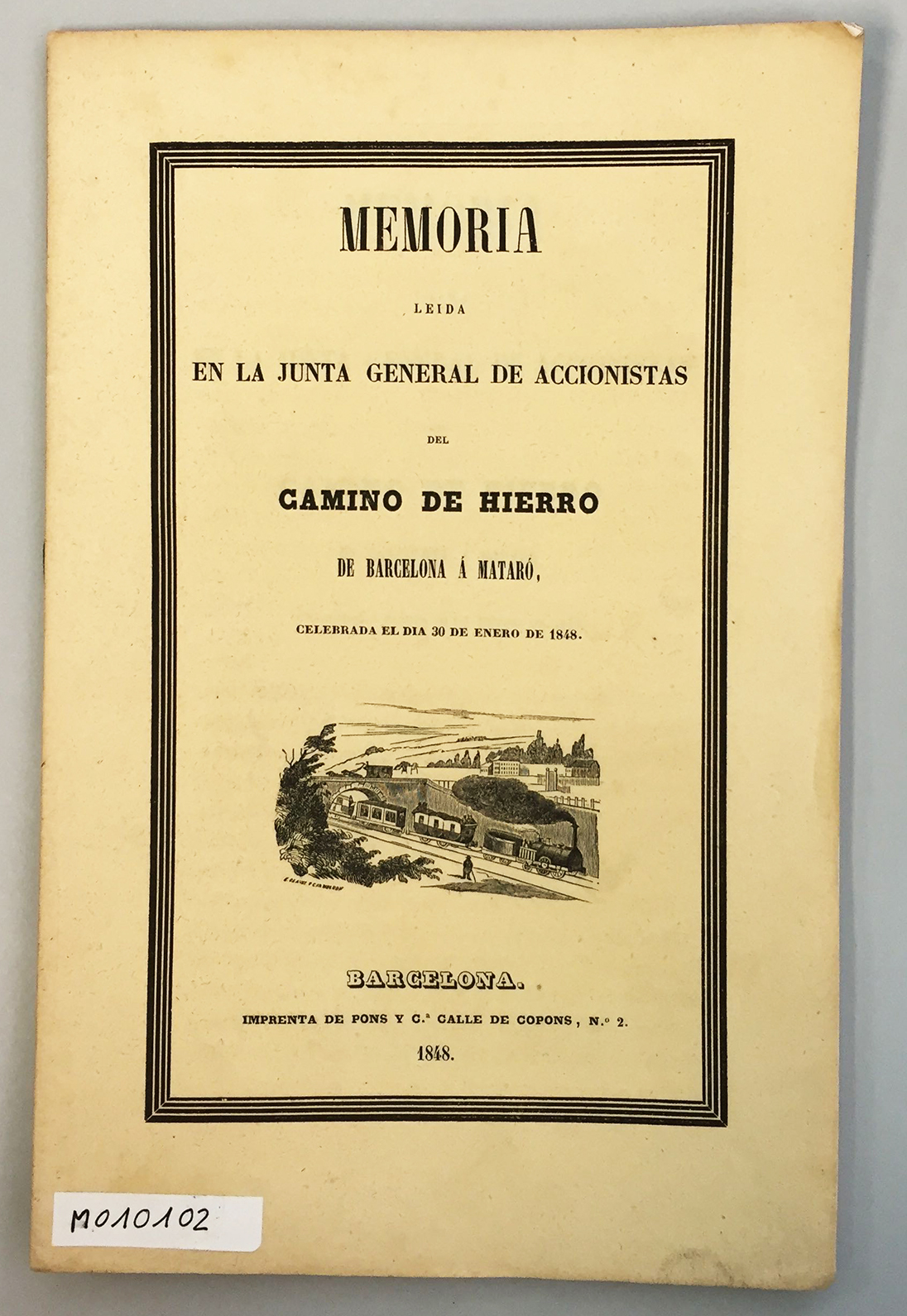
Memòria de la Junta General d'Accionistes de l'empresa "Camino de Hierro de Barcelona a Mataró". Any 1848
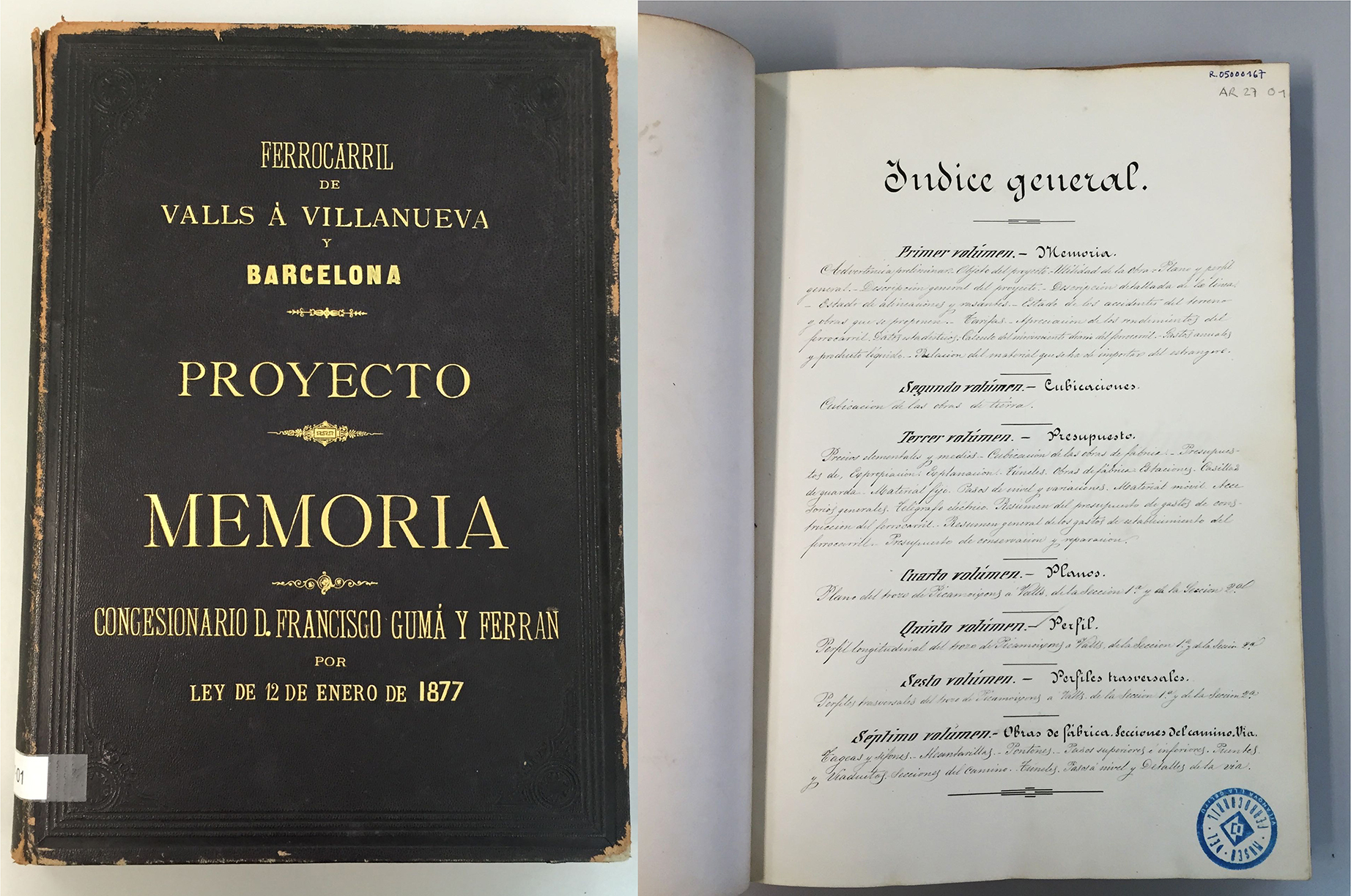
Projecte Memòria Companyia Ferrocarril de Valls a Vilanova i Barcelona. Llei de 1877
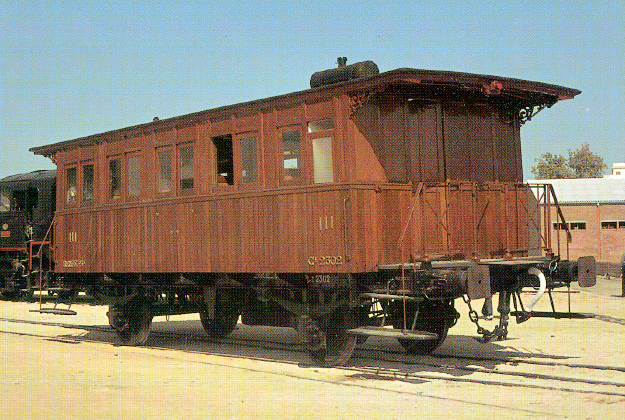
Cotxe de viatgers de 3a classe, fet en fusta, fou reconstruït el 1991 a Vilanova i la Geltrú
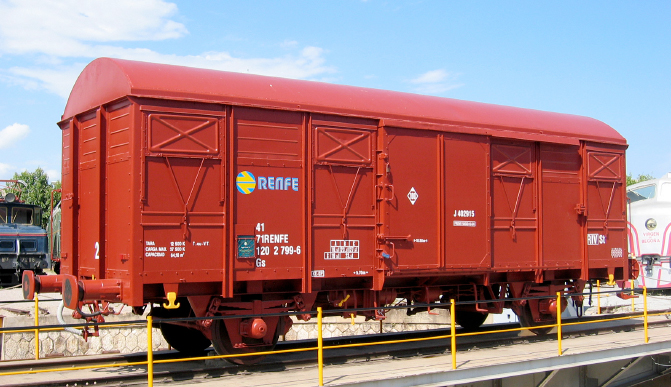
Vagó de mercaderies (Maquinista Terrestre i Marítima)
- Evolució de les diferents companyies ferroviàries a Catalunya
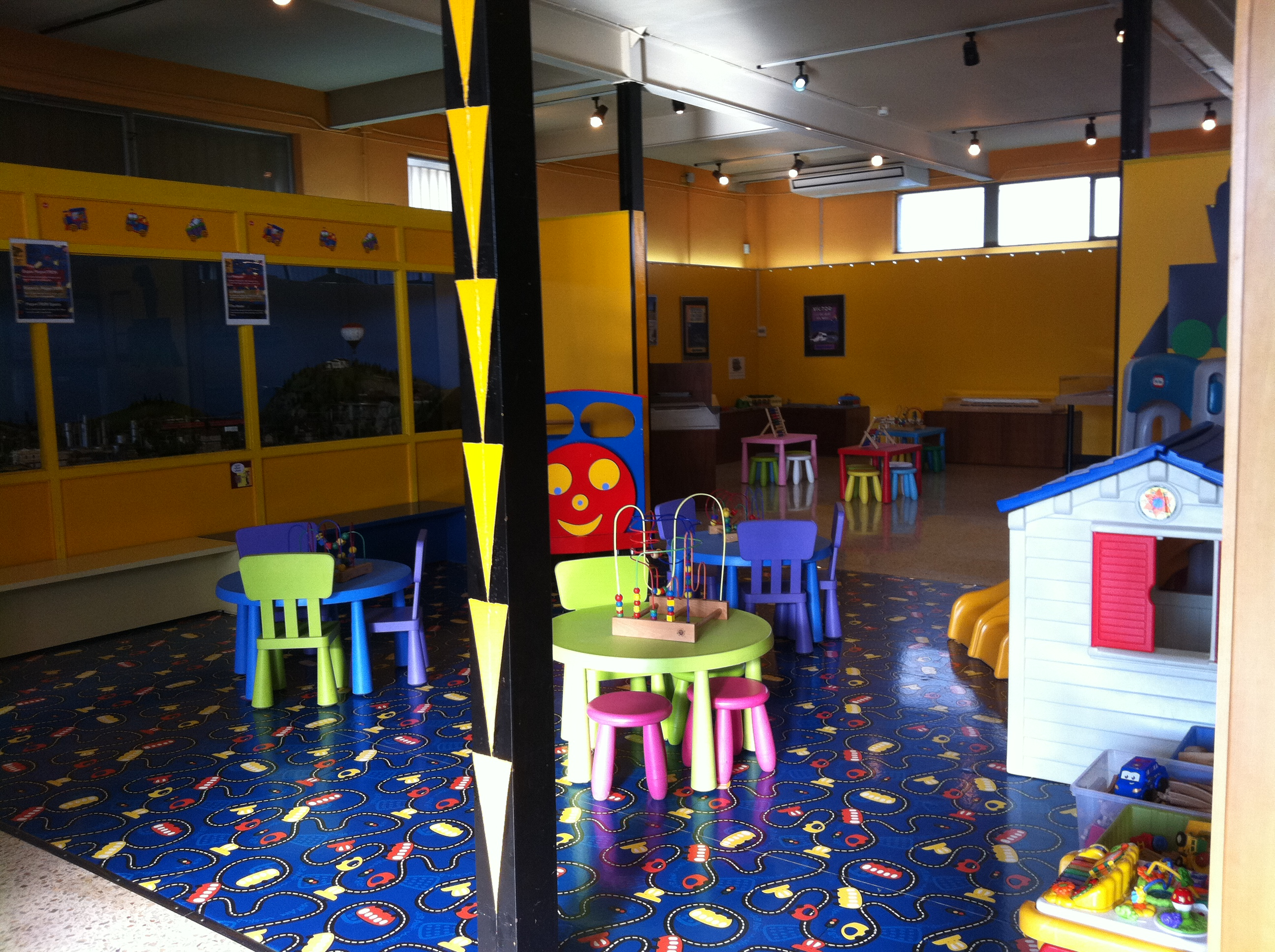
Espai infantil
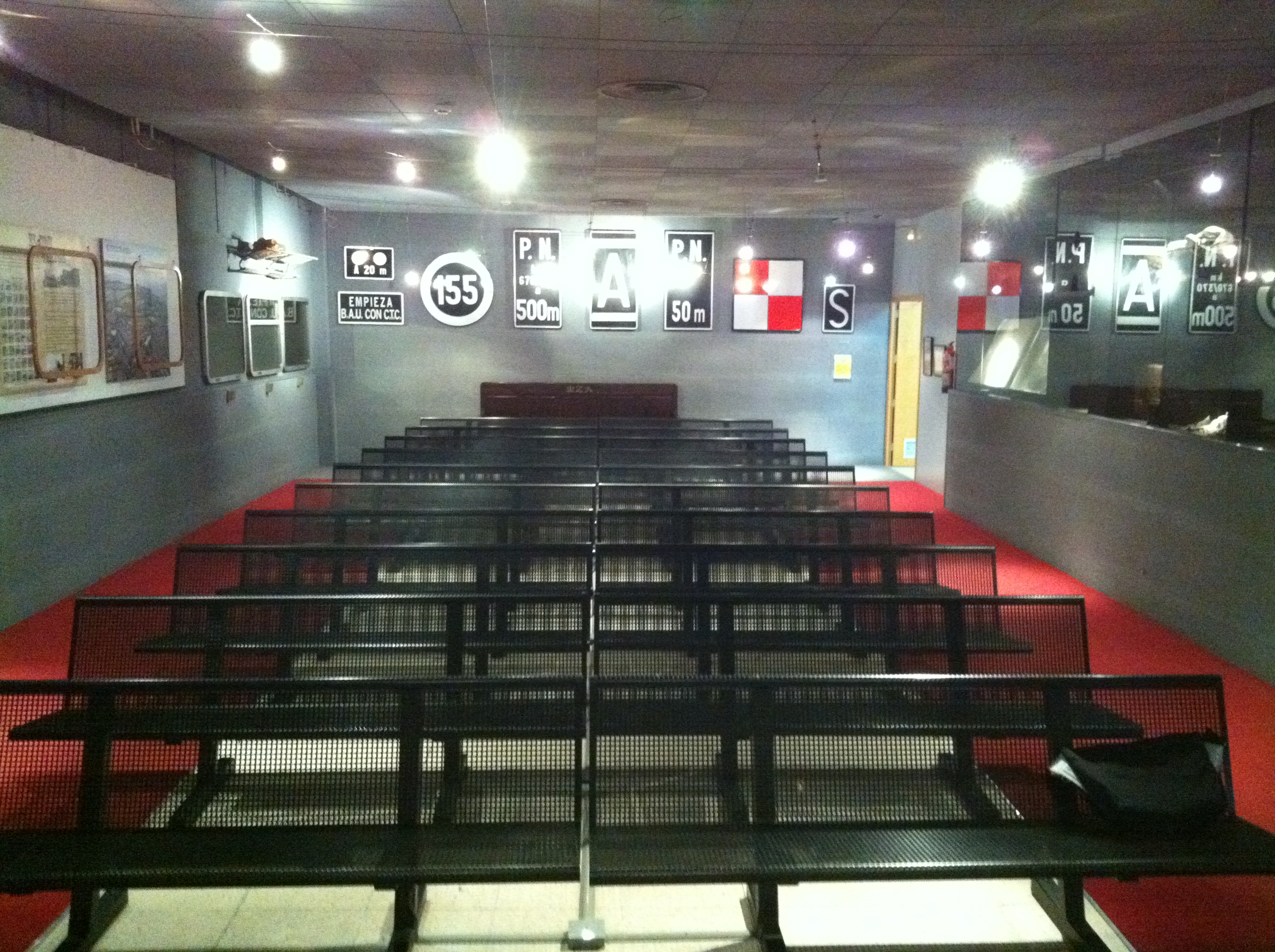
Sala d'actes